# Лука (Войно-Ясенецкий)
Архиепи́скоп Лука́ (в миру Валенти́н Фе́ликсович Во́йно-Ясене́цкий; 15 [27] апреля 1877, Керчь, Таврическая губерния — 11 июня 1961, Симферополь) — российский и советский религиозный деятель, врач-хирург, учёный и духовный писатель, автор трудов по анестезиологии и гнойной хирургии. Доктор медицины (1915), доктор богословия (1959), профессор. Лауреат Сталинской премии первой степени (1946) за монографию «Очерки гнойной хирургии». Был репрессирован и провёл в ссылке в общей сложности 11 лет. В 1946 году де-факто реабилитирован, стал лауреатом Сталинской премии. За участие в Великой Отечественной войне был награждён медалью «За доблестный труд в Великой Отечественной войне 1941—1945 гг.».
Епископ Русской православной церкви: с апреля 1946 года — архиепископ Симферопольский и Крымский; ранее занимал ряд иных архиерейских кафедр РПЦ на территории СССР.
В 2000 году канонизирован Русской православной церковью как священноисповедник. Память — 29 мая (11 июня) и 5 (18) марта — день обретения его мощей в 1996 году.

## Биография

### Жизнь до начала служения

#### Рождение и происхождение
Родился 15 (27) апреля 1877 года в Керчи, в семье провизора Феликса Станиславовича Войно-Ясенецкого и Марии Дмитриевны Войно-Ясенецкой (урождённая Кудрина). Был четвёртым из пятерых детей. Принадлежал к древнему и знатному, но обедневшему белорусскому (западнорусскому) полонизированному дворянскому роду Войно-Ясенецких. Дед его держал мельницу в Сенненском уезде Могилёвской губернии, жил в курной избе и ходил в лаптях. Отец, Феликс Станиславович, получив образование провизора, открыл свою аптеку в Керчи, но владел ею только два года, после чего стал служащим транспортного общества.
В 1889 году семья переехала в Киев, где Валентин окончил Киевскую 2-ю гимназию (1896) и художественную школу.

Феликс Станиславович, будучи убеждённым католиком, не навязывал семье своих религиозных взглядов. Семейные отношения в доме определяла мать, Мария Дмитриевна, воспитывавшая детей в православных традициях и активно занимавшаяся благотворительностью (помогала арестантам, позднее — раненым Первой мировой войны). По воспоминаниям архиепископа
Религиозного воспитания я не получил, если говорить о наследственной религиозности, то, вероятно, я унаследовал её от отца.
После окончания гимназии стал перед выбором жизненного пути между медициной и рисованием. Подал документы в Академию художеств, но, поколебавшись, решил выбрать медицину как более полезную обществу. Пытался поступить в Киевский университет святого Владимира на медицинский факультет, но не прошёл. Получив предложение обучаться на естественном факультете, отдавая предпочтение гуманитарным наукам (не любил биологию и химию), он выбрал юридический. Проучившись год, покинул университет. Брал уроки живописи в частной школе профессора Книрра (Мюнхен). Вернувшись в Киев, рисовал с натуры обывателей. Наблюдая нищету, бедность, болезни и страдания простолюдинов, принял окончательное решение стать врачом, чтобы приносить пользу обществу.
Серьёзное увлечение проблемами простого народа привело юношу к толстовству: он спал на полу на ковре и ездил за город косить рожь вместе с крестьянами. В семье это восприняли резко негативно, пытались вернуть его к официальному православию. 30 октября 1897 Валентин писал Толстому с просьбой повлиять на свою семью, а также просил разрешения уехать в Ясную Поляну и жить под его присмотром. После прочтения запрещённой в России книги Толстого «В чём моя вера» разочаровался в толстовстве, но сохранил некоторые толстовско-народнические идеи.
В 1898 году стал студентом медицинского факультета Киевского университета. Учился прекрасно, был старостой группы, особенно преуспевал в изучении анатомии: «Умение весьма тонко рисовать и моя любовь к форме перешли в любовь к анатомии… Из неудавшегося художника я стал художником в анатомии и хирургии». После выпускных экзаменов, ко всеобщему удивлению, заявил о намерении стать земским врачом: «Я изучал медицину с исключительной целью: быть всю жизнь земским, мужицким врачом».
Устроился работать в Киевский медицинский госпиталь Красного Креста, в составе которого в 1904 году отправился на Русско-Японскую войну. Работал в эвакуационном госпитале в Чите, заведовал хирургическим отделением и получил большую практику, делая крупные операции на костях, суставах и черепе. Многие раны на третий-пятый день покрывались гноем, а на медицинском факультете отсутствовало само понятие гнойной хирургии. Кроме того, в тогдашней России не было понятий обезболивания и анестезиологии.

#### Женитьба
Ещё в Киевском госпитале Красного Креста Валентин познакомился с сестрой милосердия Анной Васильевной Ланской, которую называли «святой сестрой» за доброту, кротость и глубокую веру в Бога, к тому же она дала обет безбрачия. Её руки просили два врача, но она отказывала. А Валентин сумел добиться её расположения, и в конце 1904 года они обвенчались в Читинской церкви Михаила Архангела, построенной в 1698 году (в ней венчались декабрист Анненков и Полина Гебль, поэтому за старинным храмом закрепилось название «Церкви декабристов»). В дальнейшем при работе Анна Васильевна оказывала мужу важную помощь в амбулаторном приёме и ведении истории болезней.

#### Работа в земствах
Один из излеченных офицеров пригласил молодую семью к себе в Симбирск. После недолгого пребывания в губернском городе Войно-Ясенецкий устроился земским врачом в уездный город Ардатов. В больнице, персонал которой состоял из заведующего и фельдшера, Войно-Ясенецкий трудился по 14—16 часов в сутки, сочетая универсальную врачебную работу с организационно-профилактическими работами в земстве.
Ардатовская больница по меркам тех лет относилась к разряду средних. Кроме амбулатории, у неё был стационар на 35 коек. По ритму и темпу работа земского врача мало отличалась от работы военно-полевого хирурга. 14—16-часовой рабочий день, те же стоны и страдания измученных болезнью людей…. Единственному врачу приходилось быть и акушером, и педиатром, и терапевтом, и окулистом, и хирургом.
В Ардатове молодой хирург столкнулся с опасностями применения наркоза и задумался о возможности применения местной анестезии, прочёл только что вышедшую книгу немецкого хирурга Генриха Брауна «Местная анестезия, её научное обоснование и практические применения». Плохое качество работы земского персонала и чрезмерная перегруженность (около 20 000 человек в уезде плюс ежедневная обязанность посещать больных на дому, при том, что радиус поездок мог составлять до 15 вёрст) вынудили Войно-Ясенецкого покинуть Ардатов.
В ноябре 1905 года семья Войно-Ясенецких переехала в село Верхний Любаж Фатежского уезда Курской губернии. Земская больница на 10 коек ещё не была достроена, и Валентин принимал на выездах и на дому. Время приезда совпало с развитием эпидемии брюшного тифа, кори и оспы. Валентин брал на себя поездки по районам эпидемии, стремился, не щадя себя, помогать больным. Кроме того, он опять участвовал в земской работе, занимаясь проведением профилактическо-организационных работ. Молодой врач пользовался авторитетом, к нему обращались крестьяне всей Курской и соседней Орловской губернии.
В конце 1907 года Войно-Ясенецкий был переведён в Фатеж, где у него родился сын Михаил. Однако проработал там хирург недолго: исправник добился его увольнения за отказ прекратить оказание помощи пациенту и явиться по его срочному вызову. Войно-Ясенецкий одинаково относился ко всем людям, не различая их по положению и достатку. В докладах «наверх» он был объявлен «революционером». Семья переехала к родным в город Золотоношу, где у них родилась дочь Елена.
Осенью 1908 года уехал в Москву и поступил в экстернатуру при московской хирургической клинике профессора Петра Дьяконова, основателя журнала «Хирургия». Стал писать докторскую диссертацию на тему регионарной анестезии. Занимался анатомической практикой в Институте топографической анатомии, директором которого был профессор Фёдор Рейн, председатель Московского хирургического общества. Но ни Дьяконов, ни Рейн ничего не знали о регионарной анестезии . Валентин разработал методику проверки, нашёл те нервные волокна, которые соединяли оперируемый участок тела с головным мозгом: вводил в глазницу трупа с помощью шприца небольшое количество горячего подкрашенного желатина, затем проводил тщательное препарирование тканей глазницы, в процессе которого устанавливалось анатомическое положение ветви тройничного нерва, а также оценивалась точность попадания желатина в периневральное пространство нервного ствола. Он прочёл более пятисот источников на французском и немецком языках, при том, что французский он учил с нуля.
Войно-Ясенецкий стал считать свои методы проведения регионарной анестезии более предпочтительными, чем предложенные Брауном. 3 марта 1909 года на заседании Хирургического общества в Москве он сделал свой первый научный доклад.
Анна просила мужа забрать к себе семью. Но Валентин не мог их принять по финансовым соображениям, и задумывался о перерыве в научной работе и возвращении в практическую хирургию.
В начале 1909 года Войно-Ясенецкий подал прошение и был утверждён в должности главного врача больницы села Романовки Балашовского уезда Саратовской губернии. Семья прибыла туда в апреле 1909-го. Снова Валентин оказался в тяжёлом положении: его врачебный участок по площади составлял около 580 квадратных вёрст, там проживали около 31 тысячи человек. Он снова занялся универсальной хирургической работой по всем разделам медицины, а также изучал гнойные опухоли под микроскопом, что в земской больнице было почти немыслимым. Однако было проведено меньше операций под местным обезболиванием, что говорило о существенном увеличении серьёзных операционных вмешательств, где одного лишь местного обезболивания было недостаточно. Валентин записывал результаты своих работ, составляя научные труды, которые публиковались в журналах «Труды Тамбовского физико-медицинского общества» и «Хирургия». Он занимался также «проблемами молодых врачей», в августе 1909-го обратился к уездной земской управе с предложениями создать уездную медицинскую библиотеку, ежегодно публиковать отчёты о деятельности земской больницы и создание патологоанатомического музея для исключения врачебных ошибок. Одобрена была только библиотека, открывшаяся в августе 1910 года.

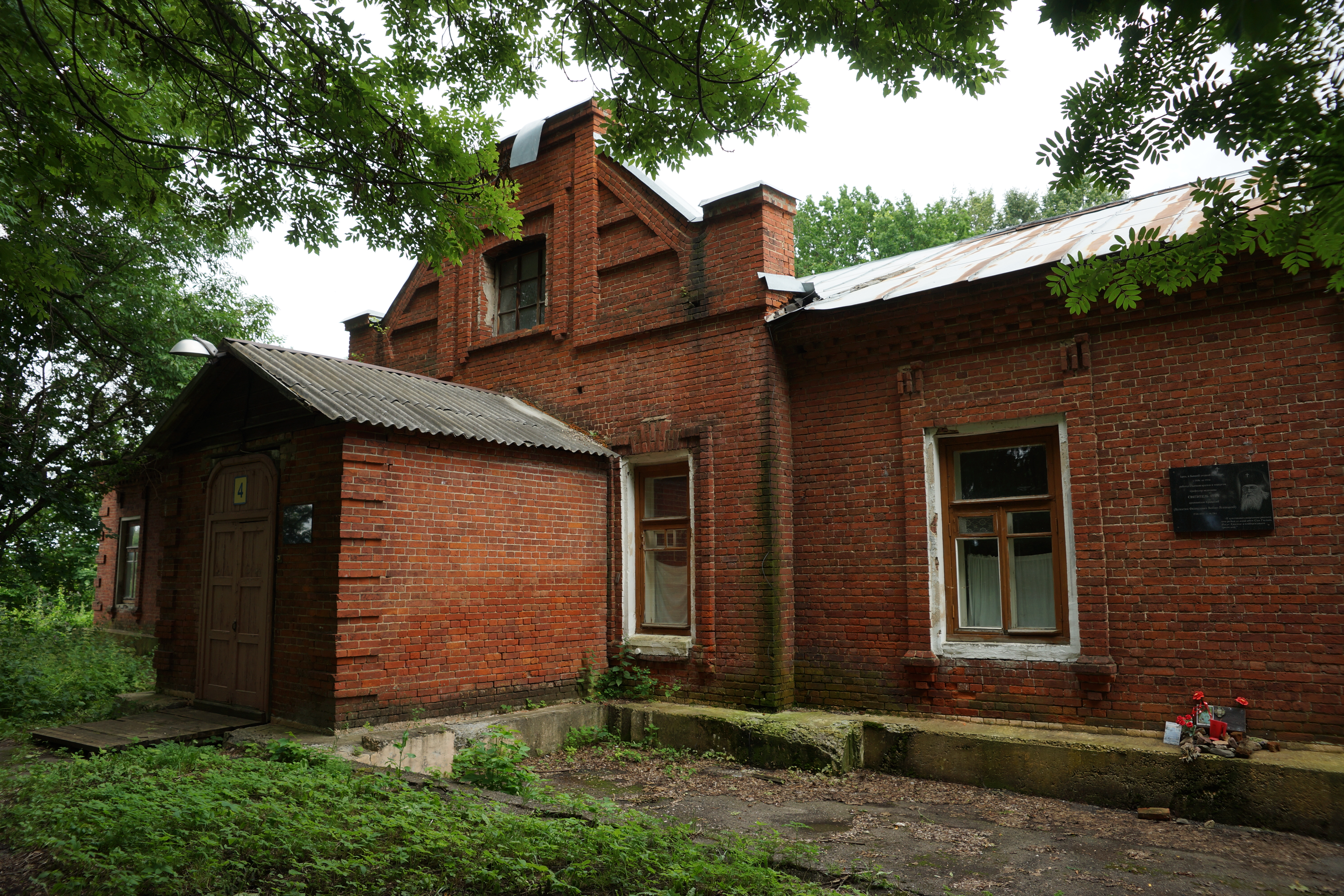
Здание бывшей Уездной больницы в Переславле-Залесском, в котором с 1910 по 1916 гг. работал главным врачом и хирургом В. Ф. Войно-Ясенецкий

Весь отпуск он проводил в московских библиотеках, анатомических театрах и на лекциях. Однако долгий путь между Москвой и Романовкой был неудобен, и в 1910 году Войно-Ясенецкий подал прошение на вакантное место главного врача больницы Переславль-Залесского Владимирской губернии. Практически перед отъездом родился сын Алексей.
В Переславле-Залесском Войно-Ясенецкий возглавил городскую, а вскоре — и фабричную, и уездную больницы, а также военный госпиталь. Не было рентгеновской аппаратуры, в фабричной больнице не было электричества, канализации и водопровода. На более чем 100-тысячное население уезда приходились всего 150 больничных коек и 25 хирургических. Доставка больных могла длиться несколько суток. Снова Войно-Ясенецкий спасал самых тяжёлых больных и продолжал изучать научную литературу . В 1913 году родился сын Валентин. В 1914 году, когда началась Первая мировая война, стараниями Валентина Феликсовича в доме Шилля был организован лазарет для раненых, его главным врачом стал Войно-Ясенецкий.
В 1915 году издал в Петрограде книгу «Регионарная анестезия» с собственными иллюстрациями. На смену прежним способам слойного пропитывания анестезирующим раствором всего, что надо резать, пришла новая методика местной анестезии, в основу которой легла рациональная идея прервать проводимость нервов, по которым передаётся болевая чувствительность из области, подлежащей операции. В 1916 году Войно-Ясенецкий защитил эту работу как диссертацию и получил степень доктора медицины. Однако книгу издали таким маленьким тиражом, что у автора не нашлось даже экземпляра для отправки в Варшавский университет, где он мог бы получить за неё премию (900 рублей золотом). В Переславле он задумал новый труд, которому сразу дал название «Очерки гнойной хирургии».
В Феодоровском женском монастыре, где Войно-Ясенецкий был врачом, чтится его память. Монастырская деловая переписка приоткрывает ещё одну сторону деятельности врача-бессребренника, которую Валентин Войно-Ясенецкий не посчитал нужным упомянуть в своих записях:

Во Владимирское Врачебное отделение Губернского правления.
Сим честь имею покорнейше уведомить: Врач Н… оставил службу при вверенном моему смотрению Феодоровском монастыре в начале февраля, а с оставлением службы врачом Н…, всё время подаёт медицинскую помощь врач Валентин Феликсович Ясенецкий-Войно. При большом количестве живущих сестёр, равно и членам семейств священнослужителей, необходима врачебная помощь и, видя эту нужду монастыря, врач Ясенецкий-Войно и подал мне письменное заявление 10 марта полагать свои труды безвозмездно.
Феодоровского девича монастыря игумения Евгения.

Весной 1916 года Войно-Ясенецкий обнаружил у жены признаки туберкулёза лёгких. Узнав о конкурсе на должность главного врача Ташкентской городской больницы, немедленно подал заявку, поскольку в те времена у врачей бытовала уверенность, что туберкулёз можно вылечить климатическими мерами. Сухой и жаркий климат Средней Азии в этом случае подходил идеально. Избрание профессора Войно-Ясенецкого на эту должность произошло в начале 1917 года.

### Ташкент
Войно-Ясенецкие прибыли в Ташкент в марте. Эта больница была устроена намного лучше, чем земские, однако и здесь же было мало специалистов и слабое финансирование; отсутствовала система канализационных стоков и биологическая очистка сточных вод, что в условиях жаркого климата и частых эпидемий, включая холеру, могло повлечь превращение больницы в постоянно действующий резервуар опасных инфекций. У здешних людей были свои особенные болезни и травмы: например, на лечение одновременно приходило множество детей и взрослых с серьёзными ожогами стоп и голеней. Это происходило от того, что местные жители использовали для обогрева своих жилищ горшок с горячими углями, на ночь его ставили в центр комнаты и ложились спать ногами к горшку. При чьём-либо неосторожном движении горшок опрокидывался. С другой стороны, опыт и знания Войно-Ясенецкого были полезны местным врачам: с конца 1917 года в Ташкенте происходили уличные перестрелки, в больницы поступало много раненых.
В январе 1919 года произошло антибольшевистское восстание под руководством Константина Осипова. После его подавления на его участников обрушились репрессии: в железнодорожных мастерских вершила революционный суд «тройка», обычно приговаривавшая к расстрелу. В больнице лежал тяжелораненый казачий есаул В. Т. Комарчев. Войно-Ясенецкий отказался выдавать его красным и тайно лечил, укрывая на своей квартире. Некий служитель морга по имени Андрей донёс об этом в ЧК. Войно-Ясенецкий и ординатор Ротенберг были арестованы, но до рассмотрения дела их заметил один из известных деятелей Туркестанской ячейки РКП(б), который знал Войно-Ясенецкого лично. Он расспросил их и отправил обратно в больницу. Войно-Ясенецкий, вернувшись в больницу, распорядился готовить больных к операции, как будто ничего не случилось.
Арест мужа нанёс здоровью Анны Васильевны серьёзный удар, болезнь резко усилилась, и в конце октября 1919 года она скончалась. В последнюю ночь для ослабления страданий жены он впрыскивал ей морфий, но отравляющего эффекта не видел. Две ночи после кончины Войно-Ясенецкий читал над гробом Псалтирь. Он остался с четырьмя детьми, старшему из которых было 12, а младшему — 6 лет. В дальнейшем дети жили у медицинской сестры из его больницы Софьи Белецкой.
Несмотря на всё, Войно-Ясенецкий вёл активную хирургическую практику и способствовал основанию в конце лета 1919 года Высшей медицинской школы, где преподавал нормальную анатомию. В 1920 году был образован Туркестанский государственный университет. Декан медицинского факультета Пётр Ситковский, знакомый с работами Войно-Ясенецкого по регионарной анестезии, добился его согласия возглавить кафедру оперативной хирургии.

### Начало пастырской деятельности
Войно-Ясенецкий тяжело переживал кончину своей супруги, его религиозные взгляды укрепились:

 «Неожиданно для всех, прежде чем начать операцию, Войно-Ясенецкий перекрестился, перекрестил ассистента, операционную сестру и больного. В последнее время он это делал всегда, вне зависимости от национальности и вероисповедания пациента. Однажды после крестного знамения больной — по национальности татарин — сказал хирургу: „Я ведь мусульманин. Зачем же Вы меня крестите?“ Последовал ответ: „Хоть религии разные, а Бог один. Под Богом все едины“».
Регулярно посещал воскресные и праздничные богослужения, был активным мирянином, сам выступал с беседами о толковании Священного писания. В конце 1920 года он присутствовал на епархиальном собрании, где произнёс речь о положениях дел в Ташкентской епархии. Получил от епископа Туркестанского Иннокентия (Пустынского) предложение принять священный сан, на что сразу согласился. Уже через неделю был посвящён в чтеца, певца и иподиакона, затем — в диакона, а 15 февраля 1921 года, в день Сретения, — в иерея. И в больницу, и в университет отец Валентин стал приходить в рясе с крестом на груди; кроме того, он установил в операционной иконы Божьей Матери и стал молиться перед началом операции. Отец Валентин был назначен четвёртым священником собора, служил только по воскресеньям, и на него легла обязанность проповеди. Епископ Иннокентий пояснил его роль в богослужении словами апостола Павла: «Ваше дело не крестити, а благовестити» (1Кор. 1:17) .
Летом 1921 года в Ташкент были доставлены из Бухары раненые и обожжённые красноармейцы. За несколько суток пути в жаркой погоде у многих из них под повязками образовались колонии из личинок мух. Они были доставлены в конце рабочего дня, когда в больнице остался только дежурный врач. Он осмотрел только нескольких больных, состояние которых вызывало опасение. Остальные были лишь подбинтованы. К утру между пациентами клиники ходил слух о том, что врачи-вредители гноят раненых бойцов, у которых раны кишат червями. Чрезвычайная следственная комиссия арестовала всех врачей, включая профессора П. П. Ситковского. Начался скорый революционный суд, на который были приглашены эксперты из других лечебных учреждений Ташкента, в том числе профессор Войно-Ясенецкий. Стоявший во главе ташкентского ЧК латыш Я. Х. Петерс решил сделать суд показательным и сам выступал на нём общественным обвинителем. Когда слово получил профессор Войно-Ясенецкий, он решительно отверг доводы обвинения: «Никаких червей там не было. Там были личинки мух. Хирурги не боятся таких случаев и не торопятся очистить раны от личинок, так как давно замечено, что личинки действуют на заживление ран благотворно».

Тогда Петерс спросил: 

— Скажите, поп и профессор Ясенецкий-Войно, как это вы ночью молитесь, а днём людей режете? 

Отец Валентин ответил: 

— Я режу людей для их спасения, а во имя чего режете людей вы, гражданин общественный обвинитель? 

Следующий вопрос: 

— Как это вы верите в Бога, поп и профессор Ясенецкий-Войно? Разве вы его видели, своего Бога? 

— Бога я действительно не видел, гражданин общественный обвинитель. Но я много оперировал на мозге и, открывая черепную коробку, никогда не видел там также и ума. И совести там тоже не находил. 

Обвинение провалилось. Вместо расстрела Ситковский и его коллеги были приговорены к 16 годам тюрьмы. Но уже через месяц их стали отпускать на работу в клинику, а через два — совсем освободили.
Весной 1923 года, когда съезд духовенства Ташкентской и Туркестанской епархии рассматривал отца Валентина в качестве кандидата на кафедру, по инициативе ГПУ в Москве было сформировано Высшее церковное управление (ВЦУ), которое предписывало епархиям переходить к обновленческому движению. Под его давлением епископ Иннокентий был вынужден уехать из Ташкента. Отец Валентин и протоиерей Михаил Андреев взяли на себя управление епархиальными делами и сплотили вокруг себя священников — сторонников Патриарха Тихона.
В мае 1923 года в Ташкент прибыл ссыльный епископ Уфимский Андрей (Ухтомский), который незадолго до того встречался с патриархом Тихоном, был им назначен епископом Томским и получил право избирать кандидатов для возведения в сан епископа и тайным образом рукополагать их. Вскоре Валентин Феликсович был пострижен в монахи в собственной спальне с именем Луки, и наречён епископом Барнаульским, викарием Томской епархии. Поскольку для присвоения епископского сана необходимо присутствие двух или трёх епископов, Валентин Феликсович поехал в город Пенджикент недалеко от Самарканда, где отбывали ссылку два архиерея — епископ Волховский Даниил (Троицкий) и епископ Суздальский Василий (Зуммер). Хиротония с наречением архиерея Луки титулом епископа Барнаульского состоялась 31 мая 1923 года, и Патриарх Тихон, когда узнал о ней, утвердил её законной.

Ввиду невозможности отъезда в Барнаул, епископ Андрей предложил Луке возглавить Туркестанскую епархию. Получив согласие настоятеля кафедрального собора, в воскресенье, 3 июня, в день памяти равноапостольных Константина и Елены, епископ Лука отслужил свою первую воскресную всенощную литургию в кафедральном соборе. Вот отрывок из произнесённой им проповеди:
Мне, иерею, голыми руками защищавшему стадо Христово от целой стаи волков и ослабленному в неравной борьбе, в момент наибольшей опасности и изнеможения Господь дал жезл железный, жезл архиерейский и великой благодатью святительской мощно укрепил на дальнейшую борьбу за целостность и сохранение Туркестанской епархии.
На следующий день, 4 июня, в стенах ТГУ состоялся студенческий митинг, на котором было принято постановление с требованием увольнения профессора Войно-Ясенецкого. Руководство университета отвергло это постановление и даже предложило Валентину Феликсовичу руководить ещё одной кафедрой. Но он сам написал заявление об уходе. 5 июня он в последний раз, уже в епископском облачении, присутствовал на заседании Ташкентского научного медицинского общества при ТГУ.
6 июня в газете «Туркестанская правда» появилась статья «Воровской архиепископ Лука», призывавшая к его аресту. Вечером 10 июня, после Всенощного бдения, он был арестован.

### Период активных репрессий

#### Первая ссылка
Епископу Луке, а также арестованным с ним епископу Андрею и протоиерею Михаилу Андрееву были предъявлены обвинения по статьям 63, 70, 73, 83, 123 Уголовного кодекса. Ходатайства прихожан об официальной выдаче заключённых и ходатайства больных о консультации профессора Войно-Ясенецкого были отклонены. 16 июня 1923 года Лука написал завещание, в котором призывал мирян оставаться верными патриарху Тихону, противостоять церковным движениям, выступающим за сотрудничество с большевиками (оно было передано на волю через верующих сотрудников тюрьмы):

… Завещаю вам: непоколебимо стоять на том пути, на который я наставил вас.
…Идти в храмы, где служат достойные иереи, вепрю не подчинившиеся. Если и всеми храмами завладеет вепрь, считать себя отлучённым Богом от храмов и ввергнутым в голод слышания слова Божьего.
…Против власти, поставленной нам Богом по грехам нашим, никак нимало не восставать и во всём ей смиренно повиноваться.
Из допроса епископа Луки:

… Я тоже полагаю, что очень многое в программе коммунистов соответствует требованиям высшей справедливости и духу Евангелия. Я тоже полагаю, что власть рабочих есть самая лучшая и справедливая форма власти. Но я был бы подлым лжецом перед правдой Христовой, если бы своим епископским авторитетом одобрил бы не только цели революции, но и революционный метод. Мой священный долг учить людей тому, что свобода, равенство и братство священны, но достигнуть их человечество может только по пути Христову — пути любви, кротости, отвержения от себялюбия и нравственного совершенствования. Учение Иисуса Христа и учение Карла Маркса — это два полюса, они совершенно несовместимы, и потому Христову правду попирает тот, кто, прислушиваясь к Советской власти, авторитетом церкви Христовой освящает и покрывает все её деяния.
В заключении изложены выводы следствия — епископам Андрею, Луке и протоиерею Михаилу приписывались обвинения:
1. Невыполнение распоряжений местной власти — продолжение существования союза приходов, признанного местной властью незаконным;
2. Агитация в помощь международной буржуазии — распространение обращения патриарха Сербии, Хорватии и Словенского королевства Лазаря, говорящего о насильственном свержении патриарха Тихона и призывающее поминать в Королевстве Сербии всех «пострадавших» и «принявших муки» контрреволюционеров;
3. Распространение ложных слухов и непроверенных сведений союзом приходов, дискредитирующих Советскую власть — внушение массам якобы неправильного осуждения патриарха Тихона;
4. Возбуждение масс к сопротивлению постановлениям Советской власти — рассылкой воззваний союзом приходов;
5. Присвоение незаконно существующему союзу приходов административных и публично правовых функций — назначение и смещение священников, административное управление церквями.

Учитывая политические соображения, слушание дела гласным порядком было нежелательным, поэтому дело было передано на рассмотрение не в Реввоентрибунал, а в комиссию ГПУ. Именно в Ташкентской тюрьме Войно-Ясенецкий закончил первый из «выпусков» (частей) давно задуманной монографии «Очерки гнойной хирургии». В нём шла речь о гнойных заболеваниях кожных покровов головы, полости рта и органов чувств.
9 июля 1923 года епископ Лука и протоиерей Михаил Андреев были освобождены под подписку о выезде на следующий день в Москву в ГПУ. Всю ночь квартира епископа была наполнена прихожанами, пришедшими проститься. Утром, после посадки в поезд, многие прихожане легли на рельсы, пытаясь удержать святителя в Ташкенте.
Прибыв в Москву, святитель зарегистрировался в ГПУ на Лубянке, но ему объявили, что он может прийти через неделю. За эту неделю епископ Лука дважды бывал у патриарха Тихона и один раз совершал богослужение вместе с ним. Патриарх Тихон признал хиротонию Луки законной и назначил его епископом Ташкентским и Туркестанским.
Лука так описывал один из допросов в своих воспоминаниях:

На допросе чекист спрашивал меня о моих политических взглядах и о моём отношении к Советской власти. Услышав, что я всегда был демократом, он поставил вопрос ребром: «Так кто Вы — друг или враг наш?» Я ответил: «И друг и враг. Если бы я не был христианином, то, вероятно, стал бы коммунистом. Но Вы возглавили гонение на христианство, и поэтому, конечно, я не друг Ваш».
После долгого следствия 24 октября 1923 года комиссия ГПУ вынесла решение о высылке епископа в Нарымский край. 2 ноября Лука был переведён в Таганскую тюрьму, где находился пересыльный пункт. В конце ноября он отправился в свою первую ссылку, местом которой первоначально был назначен Енисейск.
Поездом ссыльный епископ добрался до Красноярска, далее 330 километров санного пути, останавливаясь ночью в какой-либо деревне. В одной из них он сделал операцию по удалению секвестра у больного остеомиелитом плечевой кости. В дороге он познакомился с едущим в ссылку протоиереем Иларионом Голубятниковым.
Прибыв в Енисейск 18 января 1924 года, Валентин Войно-Ясенецкий стал вести приём, и желающие попасть на приём записывались на несколько месяцев вперёд. Помимо этого, епископ Лука стал совершать богослужения на дому, отказываясь служить в обновленческих церквях. Там же к епископу обратились две послушницы недавно закрытого женского монастыря, рассказавшие о бесчинствах комсомольцев, совершённых при закрытии монастыря. Лука постриг их в монашество, дав имена своих небесных покровителей: Валентина и Луки.
Рост популярности епископа вынудил ГПУ отправить его в новую ссылку в деревню Хая на 120 вёрст севернее села Богучаны. 5 июня посыльный ГПУ привёз приказ о возвращении в Енисейск. Там епископ несколько дней провёл в тюрьме в одиночной камере, а после продолжил частную практику и богослужения на квартире и в городском храме.
23 августа епископ Лука был отправлен в новую ссылку — в Туруханск. По прибытии епископа в Туруханск его встречала толпа людей, на коленях просившая благословения. В автобиографии епископ Лука вспоминает также, как ссыльный баптистский пресвитер Иван Шилов только ради бесед с ним приплыл в Туруханск по Енисею за 700 вёрст уже с началом ледохода. Профессора вызвал председатель крайисполкома Бабкин, который предложил сделку: сокращение срока ссылки за отказ от сана. Епископ Лука решительно отказался «бросать священную дурь».
В Туруханской больнице, где Войно-Ясенецкий сначала был единственным врачом, он выполнял такие сложнейшие операции, как резекция верхней челюсти по поводу злокачественного новообразования, чревосечения брюшной полости в связи с проникающими ранениями с повреждением внутренних органов, остановки маточных кровотечений, предотвращение слепоты при трахоме, катаракте и др.
Единственная церковь в округе находилась в закрытом мужском монастыре, священник которой Мартин Римша принадлежал к обновленческому движению. Епископ Лука регулярно ездил туда совершать богослужения и проповедовать о грехе церковного раскола, которые имели большой успех: все жители округи и монастырский священник стали сторонниками патриарха Тихона.
В конце года на приём к Валентину Войно-Ясенецкому пришла женщина с больным ребёнком. На вопрос, как зовут ребёнка, ответила: «Атом», и объяснила удивлённому врачу, что имя новое, сами выдумали. На что Войно-Ясенецкий спросил: «Почему не назвали поленом или окном?» Эта женщина была женой председателя крайисполкома Бабкина, который написал заявление в ГПУ о необходимости повлиять на реакционера, распространяющего ложные слухи, представляющие «опиум для народа», являющиеся противовесом «материальному мировоззрению, которое осуществляет перестройку общества к коммунистическим формам» и наложил резолюцию: «Секретно. Губуполномоченному — для сведения и принятия мер».
5 ноября 1924 года хирург был вызван в ГПУ, где с него взяли подписку о запрете богослужений, проповедей и выступлений на религиозную тему. Кроме того, крайисполком и лично Бабкин требовали отказа епископа от традиции давать благословение пациентам. Это вынудило Ясенецкого написать заявление об увольнении из больницы. Тогда за него вступился отдел здравоохранения Туруханского края. После трёх недель разбирательств 7 декабря 1924 года Енисейский губернский отдел ГПУ постановил вместо суда «избрать мерою пресечения гр. Ясенецкого-Войно высылку в деревню Плахино» в низовьях реки Енисей, в 230 км за Полярным кругом.
Последовало длительное путешествие по льду замёрзшего Енисея, в день 50—70 км. Однажды Войно-Ясенецкий замёрз так, что не смог самостоятельно передвигаться. Жители стана, состоявшего из трёх изб и двух земляных домов, радушно приняли ссыльного. Он жил в избе на нарах, покрытых оленьими шкурами. Каждый мужчина поставлял ему дрова, женщины готовили и стирали. В оконных рамах были большие щели, через которые проникал ветер и снег, который скапливался в углу и не таял; вместо второго стекла были вморожены плоские льдины. В этих условиях епископ Лука крестил детей и пытался проповедовать. В начале марта в Плахино прибыл уполномоченный ГПУ, который сообщил о возвращении епископа в Туруханск. Власти Туруханска сменили решение, когда в больнице умер крестьянин, нуждавшийся в сложной операции, которую без Войно-Ясенецкого сделать было некому. Это так возмутило крестьян, что они, вооружившись вилами, косами и топорами, стали громить сельсовет и ГПУ. Епископ Лука вернулся 7 апреля 1925 года, в день Благовещения Пресвятой Богородицы, и сразу включился в работу. Уполномоченный ОГПУ был вынужден обращаться с ним вежливо и не обращать внимания на совершаемое благословение пациентов.
Узнав о прошедшем 75-летнем юбилее физиолога академика Ивана Павлова, ссыльный профессор послал ему 28 августа 1925 года поздравительную телеграмму. Сохранился полный текст ответной телеграммы Павлова Войно-Ясенецкому:

Ваше преосвященство и дорогой товарищ! Глубоко тронут Вашим тёплым приветствием и приношу за него сердечную благодарность. В тяжёлое время, полное неотступной скорби для думающих и чувствующих по-человечески, остаётся одна опора — исполнение по мере сил принятого на себя долга. Всей душой сочувствую Вам в Вашем мученичестве. Искренне преданный Вам Иван Павлов.
Научные идеи Войно-Ясенецкого распространялись в Советском Союзе и за рубежом. В 1923 году в немецком медицинском журнале «Deutsche Zeitschrift» была опубликована его статья о новом методе перевязки артерии при удалении селезёнки, в журнале «Archiv fur klinische Chirurgie» — статья о кариозных процессах в рёберных хрящах и их хирургическом лечении, а в 1924 году в «Вестнике хирургии» — сообщение о хороших результатах раннего хирургического лечения гнойных процессов крупных суставов.
20 ноября 1925 года в Туруханск пришло постановление об освобождении гражданина Войно-Ясенецкого, которое ожидалось с июня. 4 декабря он, провожаемый всеми прихожанами Туруханска, отъехал в Красноярск, куда прибыл лишь в начале января 1926 года. Он успел сделать в городской больнице показательную «оптическую иридэктомию» — операцию по возвращению зрения путём удаления части радужной оболочки. Из Красноярска епископ Лука отправился поездом в Черкассы, где жили родители и брат Владимир, а потом приехал в Ташкент.

#### Вторая ссылка
В Ташкенте был разрушен кафедральный собор, осталась только церковь Сергия Радонежского, в которой служили священники-обновленцы. Протоиерей Михаил Андреев требовал от епископа Луки освятить этот храм; после отказа от этого Андреев перестал ему подчиняться и доложил обо всём местоблюстителю патриаршего престола Сергию, митрополиту Московскому и Коломенскому, который стал пытаться перевести Луку то в Рыльск, то в Елец, то в Ижевск. По совету ссыльного митрополита Новгородского Арсения Лука подал прошение об увольнении на покой, которое было удовлетворено.
Профессор Войно-Ясенецкий не был восстановлен на работу ни в городскую больницу, ни в университет. Валентин Феликсович занялся частной практикой. По воскресным и праздничным дням служил в церкви, а дома принимал больных, число которых достигало четырёхсот в месяц. Кроме того, вокруг хирурга постоянно находились молодые люди, добровольно помогавшие ему, учились у него, а тот посылал их по городу искать и приводить больных бедных людей, которым нужна врачебная помощь. Таким образом, он пользовался большим авторитетом среди населения.
Тогда же он отправил на рецензирование в государственное медицинское издательство экземпляр законченной монографии «Очерки гнойной хирургии». После годового рассмотрения она была возвращена с одобрительными отзывами и рекомендацией к публикации после незначительной доработки.
5 августа 1929 года покончил с собой профессор-физиолог Среднеазиатского (бывшего Ташкентского) университета Иван Михайловский, который вёл научные исследования по превращению неживой материи в живую, пытавшийся воскресить своего умершего сына; итогом его работ стало психическое расстройство и самоубийство. Его жена обратилась к профессору Войно-Ясенецкому с просьбой провести похороны по христианским канонам (для самоубийц это возможно только в случае сумасшествия); Войно-Ясенецкий подтвердил его сумасшествие медицинским заключением.
Во второй половине 1929 года ОГПУ было сформировано уголовное дело: убийство Михайловского якобы было совершено его «суеверной» женой, имевшей сговор с Войно-Ясенецким, чтобы не допустить «выдающегося открытия, подрывающего основы мировых религий». 6 мая 1930 он был арестован. Обвинялся по статьям 10—14 и 186 п.1 Уголовного кодекса Узбекской ССР. Войно-Ясенецкий объяснял свой арест ошибками местных чекистов и из тюрьмы писал руководителям ОГПУ с просьбами выслать его в сельскую местность Средней Азии, затем — с просьбой выслать из страны, в том числе председателю СНК Алексею Рыкову. В качестве аргументов в пользу своего освобождения и отправки в ссылку он писал о скорой возможности публикации «Очерков гнойной хирургии», которые пошли бы на пользу советской науке — и предложение основать клинику гнойной хирургии. По запросу МедГиза подследственному Войно-Ясенецкому была передана рукопись, которую он заканчивал в тюрьме, как и начинал.
По решению Особого совещания в апреле 1931 года он был сослан в Северный край, куда прибыл во второй половине августа 1931 года. Сначала отбывал заключение в ИТЛ «Макариха» возле города Котласа, вскоре на правах ссыльного был переведён в Котлас, затем — в Архангельск, где вёл амбулаторный приём. В 1932 году поселился у Веры Вальнёвой, потомственной знахарки. Оттуда его вызывали в Москву, где особый уполномоченный коллегии ГПУ предлагал хирургическую кафедру в обмен за отказ от священнического сана.
При нынешних условиях я не считаю возможным продолжать служение, однако сана я никогда не сниму.
По другим данным, такой вызов был в Ленинград и предложение озвучивал сам секретарь обкома ВКП(б) Сергей Киров
После освобождения в ноябре 1933 он ездил в Москву, где встречался с митрополитом Сергием, но отказался от возможности занять какую-либо архиерейскую кафедру, потому что надеялся основать НИИ гнойной хирургии. Войно-Ясенецкий получил отказ наркома здравоохранения Фёдорова, но, тем не менее, сумел добиться публикации «Очерков гнойной хирургии», которая должна была состояться в первом полугодии 1934 года. Далее он по совету одного из архиереев поехал в Феодосию, затем принял решение поехать в Архангельск, где 2 месяца вёл приём в амбулатории; затем уехал в Андижан, а потом вернулся в Ташкент.
Весной 1934 года возвращается в Ташкент, а затем переезжает в Андижан, где оперирует, читает лекции, руководит отделением Института неотложной помощи. Здесь он заболевает лихорадкой паппатачи, грозящей потерей зрения (осложнение дало отслойку сетчатки левого глаза). Две операции на левом глазу не принесли результата, и епископ ослеп на один глаз.
Осенью 1934 года издал монографию «Очерки гнойной хирургии», которая приобрела мировую известность. Несколько лет профессор Войно-Ясенецкий возглавлял главную операционную в Институте неотложной помощи Ташкента. Он мечтал об основании института гнойной хирургии, чтобы передать громадный врачебный опыт.
После введения в СССР персональных научных званий, в декабре 1936 наркомат здравоохранения Узбекской ССР утвердил Войно-Ясенецкому степень доктора медицинских наук с учётом 27 лет хирургической работы.
На Памире во время альпинистского похода заболел бывший личный секретарь В. И. Ленина Н. Горбунов. Состояние его оказалось крайне тяжёлым, что вызывало всеобщее смятение, из Москвы о его здоровье лично запрашивал В. М. Молотов. Для его спасения в Сталинабад был вызван доктор Войно-Ясенецкий. После успешной операции Валентину Феликсовичу было предложено возглавить Сталинабадский НИИ; он ответил, что согласится только в случае восстановления городского храма, в чём было отказано. Также Горбунов предлагал другие хирургические кафедры в обмен на отказ от священнического сана Войно-Ясенецким, что епископ также проигнорировал.
Профессора стали приглашать на консультации, разрешили читать лекции для врачей. Он продолжил снова опыты с мазями Вальнёвой. Более того, ему разрешили выступить на страницах газеты с опровержением клеветнической статьи «Медицина и знахарство».

#### Третье следствие
24 июля 1937 года арестован в третий раз. В вину епископу вменялось создание «контрреволюционной церковно-монашеской организации», проповедовавшей следующие идеи: недовольство советской властью и проводимой ею политикой, контрреволюционные взгляды на внутреннее и внешнее положение СССР, клеветнические взгляды на ВКП(б) и И. В. Сталина, пораженческие взгляды в отношении СССР в предстоящей войне с Германией, указывание на скорое падение СССР, то есть преступления, предусмотренные ст. 66 ч. 1, ст. 64 и 60 УК УзССР. Следствие получило признания в контрреволюционной деятельности проходивших по тому же делу епископов Евгения (Кобранова), Бориса (Шипулина), Валентина (Ляходского), иереев Михаила Андреева, Венедикта Багрянского, Ивана Середы и других о существовании контрреволюционной организации и планов по созданию сети контрреволюционных групп при церковных общинах, а также о вредительской деятельности Войно-Ясенецкого — убийствах пациентов на операционном столе и шпионаже в пользу иностранных государств.
Несмотря на длительные допросы методом «конвейера» (13 суток без сна), Лука отказывался признаваться в членстве в контрреволюционной организации и называть имена «заговорщиков». Вместо этого он объявил голодовку, продлившуюся 18 суток. О своих политических взглядах сообщал следующее:

Что касается политической приверженности, я являюсь до сих пор сторонником партии кадетов… я был и остаюсь приверженцем буржуазной формы государственного управления, которая существует во Франции, США, в Англии…
Я являюсь идейным и непримиримым врагом Советской власти. Это враждебное отношение у меня создалось после Октябрьской революции и осталось до сего времени … так как не одобрял её кровавых методов насилия над буржуазией, а позднее, в период коллективизации мне было особенно мучительно видеть раскулачивание кулаков.
… Большевики — враги нашей Православной церкви, разрушающие церкви и преследующие религию, враги мои, как одного из активных деятелей церкви, епископа.
По словам Веденеева, к Луке применяли многодневные непрерывные допросы (т. н. конвейер). Один допрос длился с 23 ноября до 5 декабря 1937 года, вызвав изнеможение и галлюцинации, когда он подписал протокол с признанием в участии в «контрреволюционной нелегальной организации».
В начале 1938 года епископ Лука был переведён в центральную областную тюрьму Ташкента. Уголовное дело в отношение группы священников было возвращено из Москвы на доследование, и материалы в отношение Войно-Ясенецкого были выделены в отдельное уголовное производство. Летом 1938 года были вызваны бывшие коллеги профессора Войно-Ясенецкого из ТашМИ Г. А. Ротенберг, М. И. Слоним, Р. Федермессер, которые сообщили о его контрреволюционной деятельности.
29 марта 1939 года Лука, ознакомившись со своим делом и не найдя там большинства своих показаний, написал дополнение, приложенное к делу, где о его политических взглядах сообщалось:

 Я всегда был прогрессистом, очень далёким не только от черносотенства и монархизма, но и от консерватизма; к фашизму отношусь особенно отрицательно. Чистые идеи коммунизма и социализма, близкие к Евангельскому учению, мне были всегда родственными и дорогими; но методов революционного действия я, как христианин, никогда не разделял, а революция ужаснула меня жестокостью этих методов. Однако я давно примирился с нею, и мне весьма дороги её колоссальные достижения; особенно это относится к огромному подъёму науки и здравоохранения, к мирной внешней политике Советской власти и к мощи Красной Армии, охранительницы мира. Из всех систем государственного устройства Советский строй я считаю, без всякого сомнения, совершеннейшим и справедливым. Формы государственного строя США, Франции, Англии, Швейцарии я считаю наиболее удовлетворительными из буржуазных систем. Признать себя контрреволюционером я могу лишь в той мере, в какой это вытекает из факта заповеди Евангелия, активным же контрреволюционером я никогда не был… 
В связи с расстрелом основных свидетелей, дело рассматривалось на Особом совещании при НКВД СССР. Приговор пришёл только в феврале 1940 года: пять лет ссылки в Красноярский край.

#### Третья ссылка и служение на Красноярской кафедре
С марта 1940 года работал хирургом в ссылке в районной больнице в Большой Мурте, что в 100 километрах к северу от Красноярска. Осенью 1940 года ему разрешили выехать в Томск, в городской библиотеке он изучал новейшую литературу по гнойной хирургии, в том числе на немецком, французском и английском языках. На основании этого было закончено второе издание «Очерков гнойной хирургии».
В начале Великой Отечественной войны отправил телеграмму председателю Президиума Верховного совета СССР Михаилу Калинину: 

«Я, епископ Лука, профессор Войно-Ясенецкий… являясь специалистом по гнойной хирургии, могу оказать помощь воинам в условиях фронта или тыла, там, где будет мне доверено. Прошу ссылку мою прервать и направить в госпиталь. По окончании войны готов вернуться в ссылку. Епископ Лука».

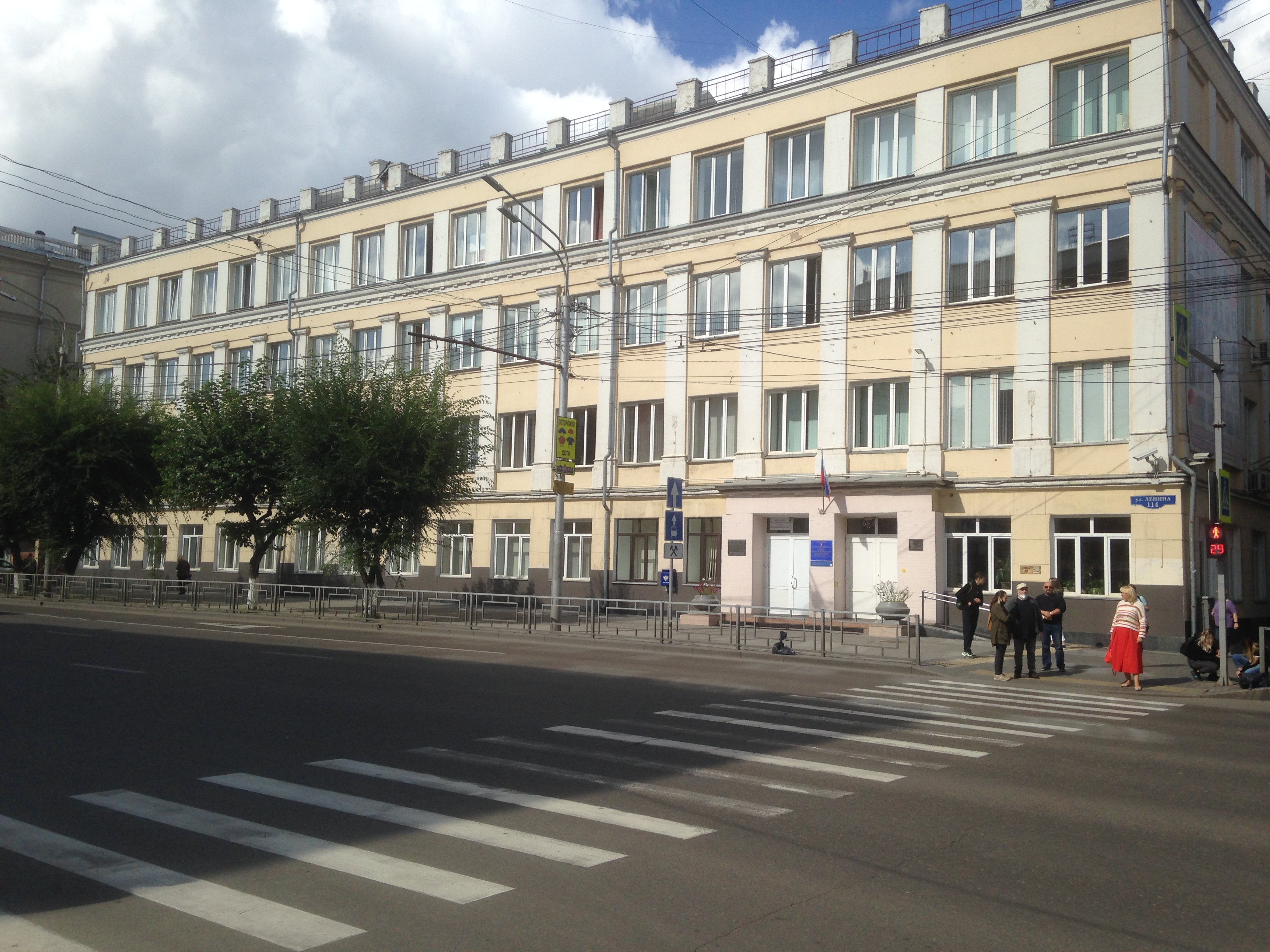
Здание средней общеобразовательной школы № 10 имени академика Ю. А. Овчинникова в Красноярске. Во время Великой Отечественной войны здесь был размещён эвакуационный госпиталь № 1515, где главным врачом являлся Валентин Феликсович Войно-Ясенецкий (архиепископ Лука). С 4 мая 2005 года работает школьный краеведческий музей «Святитель Лука (Войно-Ясенецкий)».

Сторона здания школы вместе с мемориальной доской

Мемориальная доска

Телеграмму в Москву не передали, а в соответствии с существующими распоряжениями направили в крайком. 30 сентября 1941 года стал консультантом всех госпиталей Красноярского края и главным хирургом эвакуационного госпиталя № 1515. Он работал по 8—9 часов, делая 3—4 операции в день, что в его возрасте приводило к неврастении. Тем не менее, каждое утро он молился в пригородном лесу (в Красноярске в это время не осталось ни одной церкви).
В октябре 1942 года был как заштатный архиерей возведён в сан архиепископа, а 27 декабря 1942 года, «не отрывая его от работы в военных госпиталях», ему было поручено управление Красноярской епархией с титулом архиепископа Красноярского. На этом посту он сумел добиться восстановления одной маленькой церкви в пригородной деревне Николаевка, расположенной в 5 километрах от Красноярска. В связи с этим и практически с отсутствием священников за год архипастырь служил всенощную только в большие праздники и вечерние службы Страстной седмицы, а перед обычными воскресными службами вычитывал всенощную дома или в госпитале. Со всей епархии ему слали ходатайства о восстановлении церквей. Архиепископ отправлял их в Москву, но ответа не получал.
В письмах сыну Михаилу сообщал о своих религиозных взглядах:
… в служении Богу вся моя радость, вся моя жизнь, ибо глубока моя вера… Однако и врачебной, и научной работы я не намерен оставлять.
… если бы ты знал, как туп и ограничен атеизм, как живо и реально общение с Богом любящих Его.
Летом 1943 года впервые получил разрешение выехать в Москву, участвовал в Поместном Соборе, который избрал патриархом митрополита Сергия (Страгородского); также стал постоянным членом Священного Синода, который собирался раз в месяц. Однако вскоре он отказался участвовать в деятельности Синода, так как длительность пути (около 3 недель) отрывала его от медицинской работы; в дальнейшем стал просить о переводе в Европейскую часть СССР, мотивируя это ухудшающимся здоровьем в условиях сибирского климата. Местная администрация не хотела его отпускать, пыталась улучшить его условия — поселила в лучшую квартиру, доставляла новейшую медицинскую литературу, в том числе на иностранных языках. 15 декабря 1943 г. патриарх Сергий и Священный Синод приняли решение о переводе Луки на Тамбовскую епархию с титулом «архиепископ Тамбовский». Наиболее точно и объёмно красноярский период жизни и деятельности свт. Луки (Войно-Ясенецкого) рассмотрен в вышедшей в 2020 г. книге Семёна Кожевникова «Красноярский период (1941—1944) жизни и деятельности святителя Луки (хирурга В. Ф. Войно-Ясенецкого)».
С 1943 года официальный орган РПЦ «Журнал Московской Патриархии» печатал его статьи, в основном общественно-политического содержания. В частности, в статье «Праведный суд народа» (ЖМП. 1944, № 2) он выступил сторонником смертной казни «обер-фюрера орды палачей и его ближайших сообщников-нацистов».

#### Служение на Тамбовской кафедре

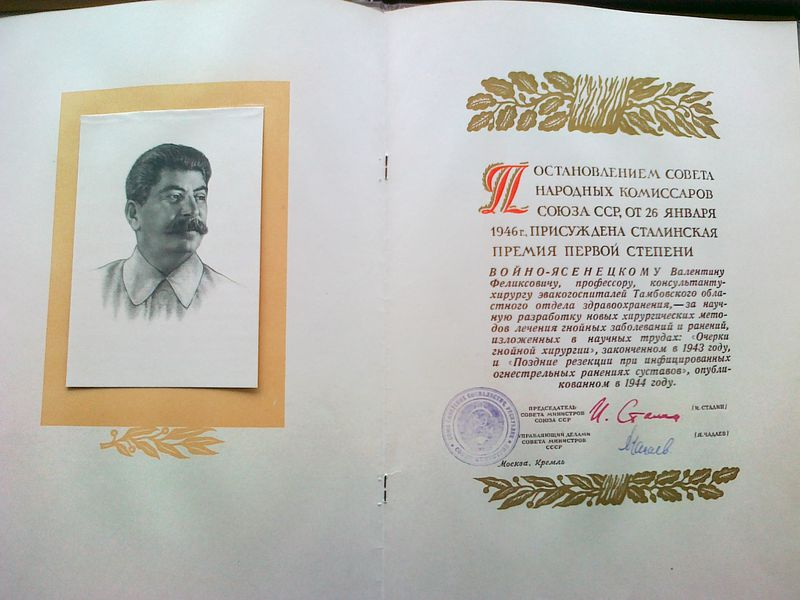
Диплом лауреата сталинской премии

В феврале 1944 года Военный госпиталь переехал в Тамбов, и архиепископ Лука возглавил Тамбовскую кафедру. 4 мая 1944 года во время беседы в Совете по делам Русской православной церкви патриарха Сергия с председателем Совета Карповым, патриарх поднял вопрос о возможности его перемещения на Тульскую епархию, мотивировал такую необходимость болезнью архиепископа Луки (малярия); в свою очередь, Карпов «ознакомил Сергия с рядом неправильных притязаний со стороны архиепископа Луки, неправильных его действий и выпадов». В служебной записке наркому здравоохранения РСФСР Андрею Третьякову от 10 мая 1944 года Карпов, указывая на ряд допущенных архиепископом Лукой поступков, «нарушающих законы СССР» (повесил икону в хирургическом отделении эвакогоспиталя № 1414 в Тамбове; совершал религиозные обряды в служебном помещении госпиталя перед проведением операций; 19 марта явился на межобластное совещание врачей эвакогоспиталей одетым в архиерейское облачение; сел за председательский стол и в этом же облачении сделал доклад по хирургии и другое), указывал наркому, что «Облздравотдел (г. Тамбов) должен был сделать соответствующее предупреждение профессору Войно-Ясенецкому и не допускать противозаконных действий, изложенных в настоящем письме».
Кафедральным храмом архиепископа Луки стала открытая за полгода до его приезда в Тамбов городская Покровская церковь (вся епархия в 1944 году насчитывала три действующих храма); она практически не была обеспечена предметами богослужения: иконы и иные церковные принадлежности были принесены прихожанами. Архиепископ Лука стал активно проповедовать, проповеди (всего 77) записывались и распространялись. На архиерея оказывал постоянное давление местный уполномоченный, который узнавал о событиях из его жизни через секретаря епархии протоиерея Иоанна Леоферова. Открытия бывшего кафедрального Спасо-Преображенского собора добиться не удалось; тем не менее, к 1 января 1946 года было открыто 24 прихода. Архиепископ составил чин покаяния для священников-обновленцев, а также разработал план возрождения религиозной жизни в Тамбове, где, в частности, предлагалось проводить религиозное просвещение интеллигенции, открытие воскресных школ для взрослых. Этот план был отвергнут Синодом. Среди прочей деятельности Луки — создание архиерейского хора, многочисленные произведения прихожан в священники. Под руководством архиепископа Луки за несколько месяцев 1944 года для нужд фронта было перечислено более 250 тыс. руб. на строительство танковой колонны имени Дмитрия Донского и авиаэскадрильи имени Александра Невского. В общей же сложности за неполные два года было перечислено около миллиона рублей.
Однако в январском 1945 Поместном соборе, избравшем Патриархом Алексия, Лука не участвовал, выразив протест против безальтернативности выборов (кандидатура была единственной) и отказавшись идти на приём к председателю Совета по делам РПЦ Г. Карпову.
В числе 7 старейших по хиротонии архиереев, включая Василия Ратмирова, в феврале 1945 года награждён патриархом Алексием I правом ношения бриллиантового креста на клобуке, «во внимание к архипастырским трудам и патриотической деятельности». В декабре 1945 года за помощь Родине архиепископ Лука был награждён медалью «За доблестный труд в Великой Отечественной войне». В своём ответном слове при награждении он выразил недовольство своими многолетними ссылками, а позже заявил: «Такие награды дают уборщицам. Ведущему хирургу госпиталя и архиерею полагается орден».
В начале 1946 года постановлением СНК СССР с формулировкой «За научную разработку новых хирургических методов лечения гнойных заболеваний и ранений, изложенных в научных трудах „Очерки гнойной хирургии“, законченном в 1943 году, и „Поздние резекции при инфицированных огнестрельных ранениях суставов“, опубликованном в 1944 году», профессору Войно-Ясенецкому была присуждена Сталинская премия первой степени в размере 200 000 рублей, из которых 130 тысяч рублей он передал на помощь детским домам. Лука Войно-Ясенецкий был единственным священнослужителем, удостоенным этой премии.

#### Служение на Крымской кафедре

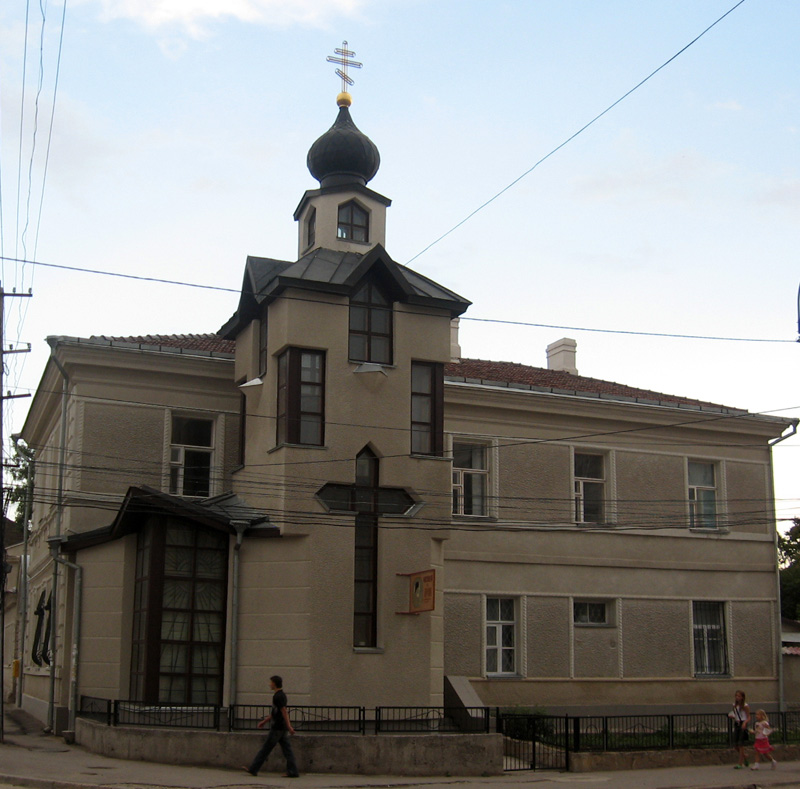
Бывшее подворье монастыря, ныне часовня в память Войно-Ясенецкого

Указом Патриарха от 5 апреля 1946 года переведён в Симферополь. Отношения с местным начальством не сложились: после приезда архиепископ не явился лично к уполномоченному по делам Русской Православной Церкви Я. Жданову, что вызвало разногласие между ними. По свидетельству Я. Жданова, Лука за любое нарушение канонических правил мог лишить священника сана, уволить за штат, перевести с одного прихода на другой; священников же, бывших в заключении и в ссылках, приближал к себе, назначал на лучшие приходы, и всё это делалось без согласования с уполномоченным.
Продолжал публиковать статьи, выступая за проводимый СССР внешнеполитический курс. В статье «К миру призвал нас Господь» (1948) выступил с резким осуждением политики США и католического духовенства, с безоговорочной апологией политики властей СССР в отношении Церкви: «<…>Поджигатели войны, смертельно испуганные призраком коммунизма, всякого не по-фашистски мыслящего причисляют к коммунистам. Вся масса католического духовенства стала на сторону поджигателей войны и явно сочувствует фашизму. <…> Каково же наше подлинное отношение к нашему Правительству, к нашему новому государственному строю? Прежде всего, мы, русское духовенство, живём в полном мире с нашим Правительством, и у нас невозможно благословение священников на участие в контрреволюционных или террористических бандах, как это было в Загребе. У нас нет никаких поводов к вражде против Правительства, ибо оно предоставило полную свободу Церкви и не вмешивается в её внутренние дела. <…>».
В начале 1947 года он стал консультантом Симферопольского военного госпиталя, где проводил показательные оперативные вмешательства. Стал читать лекции для практических врачей Крымской области в архиерейском облачении, из-за чего они были запрещены местной администрацией. В 1949 году начал работу над вторым изданием «Регионарной анестезии», которое не было закончено, а также над третьим изданием «Очерков гнойной хирургии», которое было дополнено профессором В. И. Колёсовым и издано в 1955.
Направлял в адрес Патриарха Алексия I письма и телеграммы с жалобами на тяжёлое положение духовенства, высокие налоги, отсутствие богослужебной литературы.
В январе 1949 года секретарь Крымского ОК ВКП(б) Н. В. Соловьёв обвинил Луку в том, что он «открыто и систематически проповедует сочувствие к царскому самодержавию, ненависть к советскому строю и его руководителям…сплачивает вокруг себя все реакционные силы Крыма».
Однако, Совет по делам РПЦ пришёл к выводу, что «антисоветский характер проповеднической деятельности архиепископа не установлен». Руководитель Совета Карпов 20 января 1949 года писал заведующему Отделом пропаганды ЦК ВКП(б) Д. Т. Шепилову: «если МГБ СССР не имеет оснований для ареста архиепископа Луки за контрреволюционную деятельность, то перемещать архиепископа Луку с Крымской кафедры нецелесообразно». Тем не менее, недовольство проповеднической деятельностью Луки заставило Г. Карпова после обсуждения с Патриархом Алексием обратиться в ЦК со следующим предложением: Луку приглашают в Москву, где митрополит Николай (Ярушевич) предупредит, что патриарх намерен его уволить на покой со строгим осуждением его деятельности Синодом и порекомендует подать рапорт об увольнении по собственному желанию. 28 марта архиепископ Лука прибыл в Москву. После беседы с патриархом он согласился произносить проповеди по будням вначале три, потом два раза в неделю. Увольнения не состоялось.
В 1955 году ослеп полностью, что вынудило его оставить хирургию. С 1957 года диктует мемуары. В постсоветское время вышла автобиографическая книга «Я полюбил страдание…».
11 января 1957 года избран почётным членом Московской духовной академии.
В 1958 году писал: «… как трудно мне было плыть против бурного течения антирелигиозной пропаганды и сколько страданий причинила она мне и доныне причиняет».
Активно проповедовал. В 1959 году Патриарх Алексий предлагал присвоить архиепископу Луке степень доктора богословия.
Выступил с резкой критикой журнального Постановления Священного Синода, принятого 18 апреля 1961 г., за два месяца до его кончины, «О мерах по улучшению существующего строя приходской жизни», содержавшего требование о передаче административных и финансово-хозяйственных функций от настоятелей приходов исполнительным органам. Спрогнозировал негативные последствия «приходской реформы»: «Отныне подлинными хозяевами церкви будут только церковные советы и двадцатки, конечно, в союзе с уполномоченными. Высшее и среднее духовенство останутся только наёмными исполнителями богослужений, лишёнными большей части власти в распоряжении церковными зданиями, имуществом и деньгами».
Умер 11 июня 1961 года в воскресенье, в день Всех святых, в земле Российской просиявших. На надгробии была высечена надпись:

Архиепископ Лука Войно-Ясенецкий
18 (27). IV.77 — 19 (11).VI.61
Доктор медицины, профессор хирургии,
лауреат.
Был похоронен на Первом Симферопольском кладбище, справа от храма Всех святых г. Симферополя. После канонизации Православной Церковью в сонме новомучеников и исповедников Российских (22 ноября 1995 года) его мощи были перенесены в Свято-Троицкий Собор (17—20 марта 1996 года). Прежняя могила св. Луки также почитаема верующими.

## Реабилитация
Постановлением Генеральной прокуратуры России от 12 апреля 2000 года в соответствии с законом РФ «О реабилитации жертв политических репрессий» гражданин Войно-Ясенецкий Валентин Феликсович полностью реабилитирован.

## Семья и дети
- Жена (с 1904) — Анна Васильевна, урождённая Ланская (1881—1919), скончалась от туберкулёза[144].
  - Сын — Михаил (1907—1993), патологоанатом-инфекционист, доктор медицинских наук, профессор[144], лауреат Мечниковской премии за работу «Патологическая анатомия и некоторые вопросы патогенеза малярии» в 1950 году.
  - Дочь — Елена (1908—1971), кандидат медицинских наук, врач-эпидемиолог[144].
  - Сын — Алексей (1909—1985), доктор биологических наук, профессор[144].
  - Сын — Валентин (1913—1992), патологоанатом, доктор медицинских наук, профессор, руководитель лаборатории офтальмологии НИИ им. В. П. Филатова[144].

Все дети пошли по его стопам и стали медиками. Внуки и правнуки тоже стали учёными, Ольга Валентиновна Войно-Ясенецкая, к.м.н., патологоанатом, стала создателем Одесского областного патологоанатомического бюро, Алексей Михайлович Войно-Ясенецкий стал профессором, д.м.н., урологом, директором центра урологии. Татьяна Алексеевна Войно-Ясенецкая — руководитель лаборатории молекулярной биологии (США, Чикаго). Татьяна Валентиновна Войно-Ясенецкая — врач анестезиолог-реаниматолог клиники Одесского медицинского университета.

## Вклад в науку

### В хирургии
Монография святителя «Очерки гнойной хирургии» стала настольной книгой врачей. До эпохи антибиотиков, когда не было другой возможности бороться с гноем, кроме хирургической, любой молодой хирург, имея эту книгу, мог осуществлять операции в тяжёлых условиях провинциальной больницы. Даже не зная, что книга написана епископом, нельзя не заметить, что её писал человек, с большой любовью относящийся к больным. В ней есть такие строки: «Приступая к операции, надо иметь в виду не только брюшную полость, а всего больного человека, который, к сожалению, так часто у врачей именуется „случаем“. Человек в смертельной тоске и страхе, сердце у него трепещет не только в прямом, но и в переносном смысле. Поэтому не только выполните весьма важную задачу подкрепить сердце камфарой или дигаленом, но позаботьтесь о том, чтобы избавить его от тяжёлой психической травмы: вида операционного стола, разложенных инструментов, людей в белых халатах, масках, резиновых перчатках — усыпите его вне операционной. Позаботьтесь о согревании его во время операции, ибо это чрезвычайно важно».
Работы профессора Войно-Ясенецкого всё ещё не систематизированы. Современные авторы ограничиваются преимущественно краткими оценками его роли в гнойной хирургии. К 1917 году Войно-Ясенецкий предстаёт сложившимся, опытным хирургом, организатором здравоохранения и педагогом, широко оперировавшим больных с заболеваниями жёлчных путей, желудка и других органов брюшной полости. С успехом работал в таких областях хирургии, как нейрохирургия и ортопедия. Это был учёный, готовый к крупным и объективным исследованиям и анализу. Прочтение работ Войно-Ясенецкого призывает объективно констатировать те современные хирургические области и направления, в которых он представлен как известным, так и ещё не раскрытым современным исследователям, а именно: теория клинического диагноза, медицинская психология и деонтология, хирургия (включая общую, абдоминальную, торакальную, урологию, ортопедию и другие разделы), военно-полевая хирургия и анестезиология, организация здравоохранения и социальная гигиена.

### В анестезиологии
Валентин Войно-Ясенецкий сделал большой вклад в анестезиологию. В 1915 году в Петрограде вышла первая его монография «Регионарная анестезия». В 1916 году он успешно защитил докторскую диссертацию «О регионарной анестезии второй ветви тройничного нерва».
О практической значимости метода регионарной анестезии (синоним «проводниковая анестезия») в развитии отечественной медицины он писал в приложении к «Очеркам гнойной хирургии»:
…значительное большинство смертей, обусловленных применением хлороформа и эфира, зависит от неумелого или недостаточно осторожного применения этих средств, а сельский врач в большинстве случаев вынужден поручать ведение наркоза фельдшеру или акушерке, редко имеющим необходимые теоретические сведения и достаточный навык в этом ответственном деле. […] Поэтому те способы местной анестезии, которые дают врачу возможность всецело сосредоточиться на операции, имеют огромное значение для начинающего. По моему глубокому убеждению, широкое ознакомление врачей с этими способами составляет одно из важнейших условий процветания и развития хирургии на селе.
Оппонентом на защите Войно-Ясенецкого был хирург Алексей Мартынов. Он так отозвался о представленной диссертации: «Мы привыкли к тому, что докторские диссертации обычно пишутся на заданную тему, с целью получения высших назначений по службе, и научная ценность их невелика. Но когда я читал Вашу книгу, то получил впечатление пения птицы, которая не может не петь, и высоко оценил её». За лучшее сочинение, пролагающее новые пути в медицине, Войно-Ясенецкий был удостоен премии имени Хойнацкого от Варшавского университета.
Кроме систематизации данных о ранее существовавших методах, Войно-Ясенецкий впервые описал обезболивание тройничного нерва путём введения этилового спирта непосредственно в стволы его ветвей (глазничного, верхне- и нижнечелюстного), а также в гассеров узел.
Проводниковая анестезия, в совершенствование которой внёс большой вклад Войно-Ясенецкий, предполагает введение местного анестетика в нерв на отдалении от места операции. Блокированием передачи нервных импульсов от места хирургической травмы тканей достигается анестезия болевой чувствительности. В отличие от инфильтрационной анестезии (непосредственного обкалывания анестетиком места операции), выполнение регионарной является технически более сложным, требует определённых навыков и знания топографо-анатомических особенностей прохождения того или иного периферического нерва.
Однако более лёгкая в техническом исполнении инфильтрационная анестезия имеет ряд недостатков. Основным из них классик отечественной хирургии Александр Вишневский считал равномерное распространение раствора анестетика в тканях. На каждом этапе операции необходимо введение новой порции препарата, что отнимает у хирурга много времени и делает анестезию недостаточно эффективной. Войно-Ясенецкий отмечал, что проводниковая анестезия «нередко почти незаменима именно в гнойной хирургии». «Я много раз убеждался в преимуществах этого вида обезболивания и считаю необходимым поделиться своим опытом», — писал он.
Войно-Ясенецкий готовил второе издание монографии, посвящённой регионарной анестезии, но не смог его завершить из-за ухудшавшегося зрения.

### Оценка работ Луки Войно-Ясенецкого современниками

Мемориальная доска в Керчи

На первом научном съезде врачей Туркестана (23—28 октября 1922 года) Войно-Ясенецкий выступил с четырьмя докладами, где делился с коллегами своим хирургическим опытом, поведал о собственных наблюдениях и выводах о хирургическом лечении туберкулёза, гнойных воспалительных процессов коленного сустава, сухожилий рук, рёберных хрящей. Нестандартные решения вызывали в прениях бурные споры. Профессор рассказал также о своём способе операции при абсцессах печени. Пытаясь изучить механизм возникновения нагноительных процессов в рёберных хрящах после сыпного тифа, Войно-Ясенецкий совместно со врачом-бактериологом Гусельниковым проводил исследования, которые позволили ему предположить, что бактериология сделает ненужными многие отделы хирургии.
Он предложил немало идей использования климата Средней Азии в лечебных целях. Впервые Войно-Ясенецкий сообщил о результатах лечения костного туберкулёза, достигнутых солнцелечением в высоких горах, и сказал, «что в столь близких от Ташкента Чимганских горах условия для солнцелечения нисколько не хуже, чем в Швейцарии. Должны быть использованы и эффективные грязи в Молла-Кора и Яны-Кургане и купания на Аральском море».
Мастер хирургических операций на органах зрения, предложивший оригинальную методику удаления слёзного мешка, он обратился к делегатам съезда с призывом, направленным на борьбу с распространённой среди местного населения трахомой — основной причиной слепоты: «Было бы делом огромной важности организовать очень кратковременные курсы для врачей, на которых они познакомились бы с производством разреза роговицы… выпущенном слёзного мешка и пересадкой слизистой на веко. Эти 3 операции вполне доступны каждому практическому врачу в самых глухих углах».
Предложения Войно-Ясенецкого нашли отражение в резолюции I научного съезда врачей Туркестана; профессорам Турбину и Войно-Ясенецкому было поручено составить краткое практическое руководство для врачей по глазным болезням.
Во время работы в военном госпитале в Красноярске Валентин Войно-Ясенецкий разработал новые операции, в частности, резекцию суставов. Разработанная им новая хирургическая тактика при остеомиелите крупных суставов — резекция сустава с исходом в анкилоз, распил пяточной кости и другие — спасала конечности солдат. Его деятельность была отмечена грамотой и благодарностью Военного совета Сибирского военного округа.
В Тамбовском военном госпитале Войно-Ясенецкому приходилось писать по восемь—девять часов в сутки и делать четыре—пять операций ежедневно.
В Крыму его не сразу допустили к работе в больнице. Администрация и коллеги были недовольны, что Войно-Ясенецкий под медицинским халатом носил рясу и крест. Ему не позволили читать лекции в Крымском медицинском институте. Его доклады в Хирургическом обществе на двух съездах врачей имели большой успех. Но это многим не понравилось, ему дали понять, что делать доклады в архиерейском облачении он больше не должен. Так он совсем перестал бывать в Хирургическом обществе.
«Очерки гнойной хирургии» были написаны по наблюдениям предшествовавших 30 лет (1916—1946), когда отсутствовали антибиотики и основным методом лечения флегмон являлся хирургический радикализм, обеспечивающий удаление гнойных масс и дренаж раны.

## Богословское наследие
За годы священства Лука произнёс 1250 проповедей, из которых 750 записано.

#### «Дух, душа и тело»
30 мая 1948 года на торжественном богослужении по случаю 25-летия своего архиерейского служения архиепископ Лука проповедовал на тему «Наука и религия», где сослался на Коперника, Пастера, Павлова и других верующих учёных, и добавил от себя: «Наука без религии — небо без солнца. А наука, облачённая светом, — это вдохновенная мысль, пронизывающая ярким светом тьму этого мира».
Написал двухтомный трактат, где попытался обосновывать единство науки и религии. Утверждал, что открытия, сделанные в конце XIX — начале XX века, доказывают неисчерпаемость наших представлений о жизни и позволяют пересмотреть многие идеи естествознания. В первом — «Дух, душа и тело» — он рассматривал движения, соединения и свойства элементарных частиц в человеческом организме, обосновывая, что они могут составлять человеческую душу:

Невидимая глазом часть солнечного спектра составляет 34 %. И только весьма незначительная часть из этих 34 % — ультракрасные, ультрафиолетовые, инфракрасные лучи — исследована, и поняты те формы, которые лежат в их основе. Но что можно возразить против предположения, даже уверенности в том, что за многочисленными фраунгоферовыми линиями скрывается много тайн, неведомых нам форм энергии, может быть, ещё более тонких, чем электрическая энергия?— "Дух, душа и тело"
Указывал на различие между телесными ощущениями и чувствами души:

Никому не известны центры радости и печали, гнева и страха, эстетического и религиозного чувства. Хотя от всех органов чувств и всех вообще органов тела направляются в мозг и оканчиваются в клетках его сенсорных центров все чувствительные нервные волокна, но они несут только ощущения зрительные и слуховые, обонятельные и вкусовые, тактильные и термические, локомоторные и многие другие. Но это только ощущения. А не делать различий между ощущениями и чувствами значит впадать в самую глубокую психологическую ошибку.
В трактате «Дух, душа и тело» архиепископ Лука размышлял о введённом им понятии христианской антропологии, рассматривавшей человека как единство трёх составляющих: духа, души и тела. Сердце он определяет как орган общения человека с Богом, как орган богопознания.
Автор приводит примеры передачи духовной энергии от человека к человеку (врач и больной, мать и ребёнок, единение симпатий или гнева в театре, парламенте, «дух толпы», поток храбрости и отваги) и спрашивает: «Что же это, как не духовная энергия любви?» Войно-Ясенецкого не удовлетворяет объяснение памяти теорией молекулярных следов в мозговых клетках и ассоциативных волокнах. Он убеждён, что «кроме мозга должен быть и другой, гораздо более важный и могучий субстрат памяти». Таковым он считает «дух человеческий, в котором навеки отпечатываются все наши психофизические акты. Для проявления духа нет никаких норм времени, не нужна никакая последовательность и причинная связь воспроизведения в памяти пережитого, необходимая для функции мозга». Считая, что «мир имеет своё начало в любви Божией» и людям дан закон «Будьте совершенны, как совершенен Отец ваш Небесный», Войно-Ясенецкий убеждён, что должна быть дана и возможность осуществления этой заповеди, бесконечного совершенствования духа — вечное бессмертие. Подтверждал это многочисленными ссылками на Священное Писание.

#### «Наука и религия»
Второй трактат на эту тему — «Наука и религия» — был опубликован только в 2000 году. Там профессор отстаивал теологическую теорию создания мира, обличал субъективизм человеческого познания:

Вообще, мы не видим предметы, как они есть, а усматриваем их согласно личному углу зрения, из которого их наблюдаем. Тем более мы не можем постигнуть своими научно-познавательными способностями то, что за вещами, то есть их сущности, а ещё более — Первосущность, то есть Бога. Уже потому наука не может отвергать бытие Бога, ибо эта тема лежит вне её компетенции, как и вся область сущностей.— "Наука и религия"
Выступал в защиту христианских и Евангельских ценностей: 

Иногда говорят, что христианская мораль будто бы построена на принципе индивидуализма: каждый за себя, один Бог за всех, и что, например, наиболее нравственным является не тот, кто, жертвуя своей жизнью, выносит из горящего дома ребёнка, а тот, кто смиренно молится о спасении погибающих, не ударяя палец о палец, чтобы спасти их жизнь. Но ведь как раз всё это наоборот.
Приводил аргументы в пользу историчности Христа (Ссылался на Иосифа Флавия, Плиния Младшего, Тацита, Светония), утверждал, что именно вера в Бога помогает науке — в общем, выступал против всех тезисов, господствовавших в советской исторической науке:

Так называемый «научный» атеизм действительно противоречит религии, но он есть лишь предположение некоторых образованных людей, недоказанное и недоказуемое. Попытка атеистов доказать недоказуемое невольно наводит на воспоминание стихов Пушкина: Художник-варвар кистью сонной Картину гения чернит И свой рисунок беззаконный Над ним бессмысленно чертит.
В этой работе он цитировал и приводил примеры из биографий Сократа, Ньютона, Канта, Гёте, Пастера, Владимира Соловьёва, Пушкина, Чехова, Репина и других известных людей.

## Почитание
По сообщениям Русской православной церкви, люди, молившиеся на могиле епископа Луки, избавлялись от болезней. Эти случаи, а также рост популярности крымского архиепископа подвигло руководство Русской православной церкви к внимательному изучению его жизни и творений.
13—14 ноября 1995 года Комиссия по канонизации святых Священного Синода РПЦ не нашла препятствий для благословения Патриархом Алексием II канонизации в Крымской епархии архиепископа Симферопольского и Крымского Луки (Войно-Ясенецкого). Комиссия выразила убеждение, что могут быть основания для его общецерковного прославления в будущем.
В соответствии с этим решением 22 ноября 1995 года определением Синода Украинской православной церкви причислен к лику местночтимых святых. Протоиерей Георгий Северин составил молитвы святому Луке.
В ночь с 17 на 18 марта 1996 года состоялось обретение святых мощей, которые ныне почивают в Троицком соборе Симферополя. Был канонизирован как местночтимый святой также Красноярской епархией Русской православной церкви.

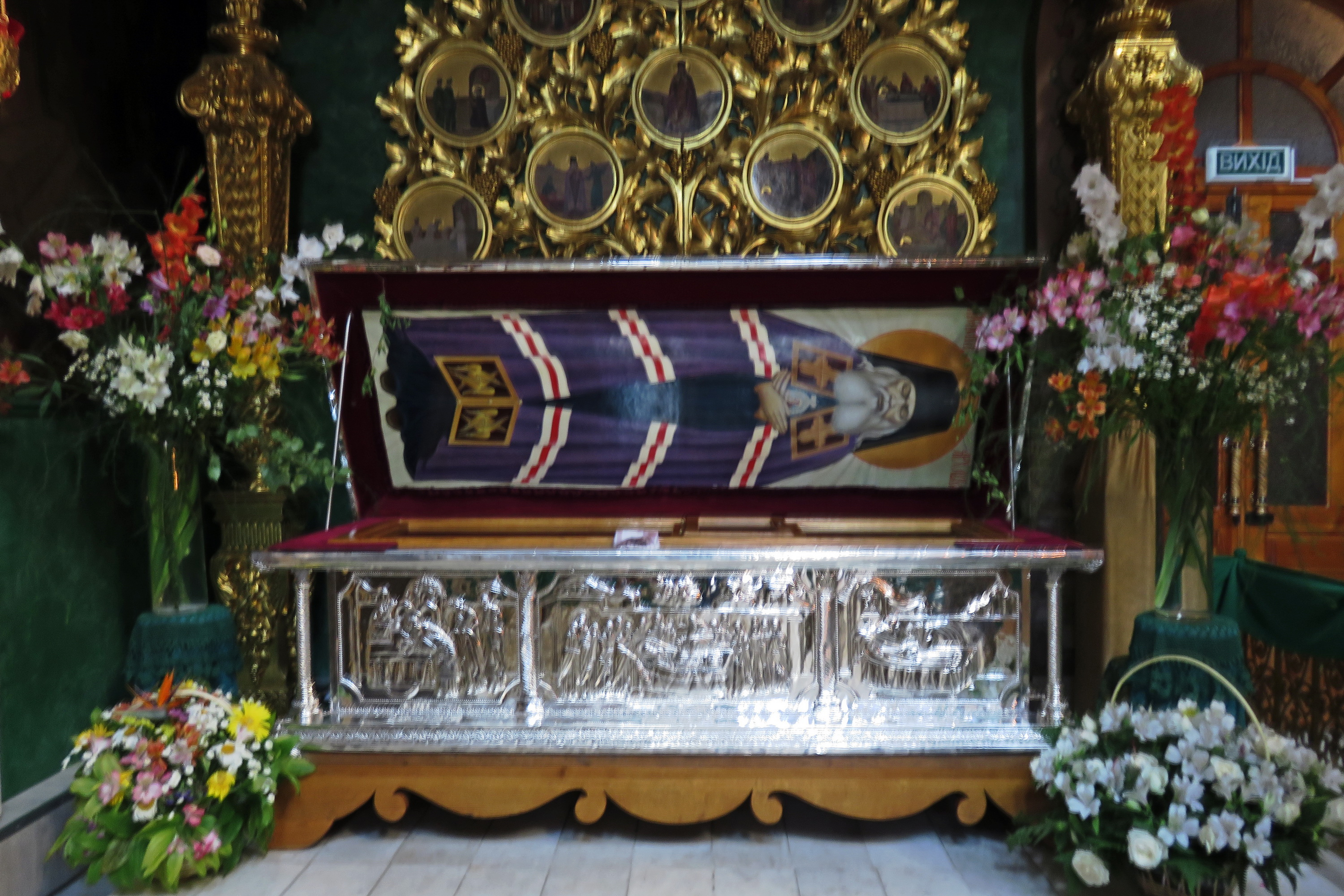
Рака с мощами святителя Луки в Свято-Троицком соборе в Симферополе

В 2000 году Архиерейским собором Русской православной церкви прославлен в Соборе новомучеников и исповедников Российских. Дни памяти (кроме соборной памяти новомучеников): 5 марта (обретение мощей) и 29 мая (по юлианскому календарю).
Почитается как святой другими поместными церквями, в частности, Элладской церковью. Поборник его почитания в Греции — архимандрит (ныне митрополит) Нектарий (Андонопулос), настоятель Спасо-Преображенского монастыря Сагмата. В 2001 году из Греции была привезена серебряная рака для его мощей. В Греции святитель Лука почитается едва ли не более чем в России: там ему посвящены более тридцати часовен, имя Луки носит местное хирургическое общество. В греческой иконографии святой Лука часто изображается с набором хирургических инструментов, возлежащих подле него.
Академик РАМН Александр Чучалин — инициатор создания «Общества православных врачей России» имени профессора Войно-Ясенецкого. Красноярский государственный медицинский университет носит имя профессора Войно-Ясенецкого. Имя святителя Луки также носит передвижной консультативно-диагностический центр — поезд «Доктор Войно-Ясенецкий — Святитель Лука», объезжающий отдалённые и труднодоступные посёлки и населённые пункты. Для многих их жителей — это главная возможность получить на практике качественную и своевременную медицинскую помощь.

## Память об архиепископе Луке
Россия
- Москва:

— храм Святителя Луки, архиепископа Симферопольского и Крымского, по адресу: Симферопольский бульвар, 28,

— храм Святителя Луки в Научном центре сердечно-сосудистой хирургии имени Бакулева,

— часовня святителя Луки в 52-й городской клинической больнице,

— храм в честь Святителя Луки, архиепископа Симферопольского, в Марьине, на пересечении улиц Перервы и Белореченской.
- Балашиха: храм Священноисповедника Луки на территории медсанбата Отдельной дивизии оперативного назначения МВД РФ[176].
- Владикавказ: храм-часовня в честь святителя Луки на территории республиканской Клинической больницы скорой помощи
- Воронеж: храм Святителя Луки на территории больницы скорой помощи.
- Воротынец Нижегородской области: часовня во имя Святителя Симферопольского и Крымского Луки при Воротынской центральной районной больнице (освящена 16 ноября 2010 года).
- Евпатория:

— храм Святителя Луки, архиепископа Крымского, исповедника,

— храм-часовня Святителя Луки, архиепископа Крымского, исповедника на территории санатория «Дружба».
- Ейск (Краснодарский край): храм во имя Святителя Луки на территории Ейской центральной районной больницы[179].
- Екатеринбург: храм (строится) во имя Святителя и Исповедника Луки, архиепископа Крымского[180].
- Железногорск (Красноярский край): часовня святителя Луки при клинической больнице № 51.
- Керчь: храм Святителя Луки[181].
- Ковров: часовня в санатории имени Абельмана.
- Красноярск: храм Святителя Луки при Красноярском государственном медицинском университете, носящем имя профессора Войно-Ясенецкого.
- Большемуртинский район Красноярского края: церковь Святого Луки[182].
- Мурманск: домовой храм во имя Святителя Луки в Мурманском государственном техническом университете.
- Нижний Новгород: храм (строится)[183] на проспекте Гагарина возле здания Нижегородской медицинской академии.
- Новосибирск: памятник святителю Луке установлен на улице Немировича-Данченко возле областной клинической больницы[184].
- посёлок Новый (Красногорский район): храм святителя Луки при 3-м Центральном военном госпитале имени Вишневского[185].
- Новый Свет: Церковь Святого Луки Крымского.
- Обнинск (Калужская область): церковь во имя святителя Луки Крымского[186] на территории института медицинской радиологии.
- Ольгинка (Краснодарский край): кладбищенский храм во имя Святителя Луки.
- Оренбург: храм Святителя Луки при военном госпитале.
- Пермь: часовня во имя Святителя Симферопольского и Крымского Луки в краевой клинической больнице.
- Петрозаводск: часовня во имя Святителя Симферопольского и Крымского Луки в Городской больнице скорой медицинской помощи.
- Саки: храм Святителя Луки на территории военного санатория.
- Санкт-Петербург:

```
— Церковь в честь Святителя Луки, архиепископа Симферопольского и Крымского, по адресу: Пискаревский проспект, 28.
— Церковь Луки, архиепископа Крымского, по адресу: ул. Сикейроса, 12А.
— Церковь Луки, архиепископа Крымского, по адресу: посёлок Комарово, Озёрная улица.
```

- Саратов: храм на территории клинического городка Саратовского медицинского университета[187].
- Симферополь: храм-часовня на территории Центральной клинической больницы имени Семашко.
- Ставрополь: храм на территории Городской клинической больницы № 3.
- Ульяновск: домовой храм при геронтологическом центре[188].
- село Киселёвка (Ульяновская область): храм святителя Луки Крымского[189].
- Челябинск: храм святителя Луки Крымского[190].
- Чита: храм Святителя Луки на территории Читинской медицинской академии.
- Южно-Сахалинск:

— домовой храм Святителя Луки, архиепископа Симферопольского на территории железнодорожной больницы,

— храм Святителя Луки, архиепископа Симферопольского на территории ФКУ ЛИУ-3.
Украина
- Киев: 
 — храм во имя Святителя Луки (освящён 22 декабря 2009 года) на территории парка имени Пушкина возле Национального медицинского университета имени Богомольца;
 — храм при больнице № 12[193].
- Сумы: храм во имя Святителя Луки (открыт 3 сентября 2005 года). В храме есть святыня — архипастырский посох святителя.
- Одесса: храм в честь святителя Луки и архангела Михаила[194] (деревянный) при Одесском медицинском университете[195].
- Донецк: храм святителя Луки Крымского (освящён 1 января 2000 года)
- Винница: храм Святителя Луки[196].
- Запорожье:
 — храм во имя Святителя Луки в отделении нейрохирургии Запорожской областной клинической больницы;
 — храм во имя Святителя Луки возле областного управления Министерства внутренних дел.
- Макеевка: храм в честь святителя и исповедника Крымской земли архиепископа Луки на территории Донбасской национальной академии архитектуры и строительства.
- Днепр: — храм в честь святителя и исповедника Крымской земли архиепископа Луки на территории областного кардиологического центра. Открыт также тюремный храм в честь святителя и исповедника Крымской земли архиепископа Луки на территории Днепропетровского следственного изолятора.

Россия
- Москва: 
— бюст профессора Войно-Ясенецкого в галерее знаменитых хирургов Института скорой помощи имени Склифосовского (1947) по инициативе Сергея Юдина[45]
— Научно-практический центр специализированной медицинской помощи детям имени В. Ф. Войно-Ясенецкого Департамента здравоохранения города Москвы[197]
- Ейск (Краснодарский край): памятник на территории Ейской центральной районной больницы при храме в его честь[179].
- Котлас: Котласская центральная городская больница имени святителя Луки (В. Ф. Войно-Ясенецкого)
- Красноярск: 
 — памятник архиепископу Луке, установлен 15 ноября 2002 год у церкви Святого Пророка, Предтечи и Крестителя Господня Иоанна[198]; 
 — имя профессора В. Ф. Войно-Ясенецкого присвоено Красноярскому государственному медицинскому университету; при университете открыт храм Святителя Луки; 
 — мемориальная доска на здании школы № 10 на улице Ленина.
- Липецк: памятник святому Луке при больнице его имени[199]
- Нижний Новгород: памятник работы скульптора Ивана Лукина установлен на проспекте Гагарина возле здания Нижегородской медицинской академии. Памятник изображает святителя-хирурга в архиерейском облачении, с книгой по хирургии в руках
- Романовка Саратовской области: улица, на ней установлена мемориальная доска[200]
- Саки: памятник при храме на территории военного санатория.
- Санкт-Петербург: 
 — имя Святителя Луки присвоено учреждению «Клиническая больница»;
 — имя Святителя Луки носит Общество православных врачей Санкт-Петербурга[201]
- Симферополь: 
 — памятник в сквере Святителя Луки перед представительством президента;
 — памятник на территории 386-го военного госпиталя Военно-медицинского клинического центра Крымского региона (установлен 2 июля 1997 года, скульптор Ю. Г. Пустовита);
 — бюст-памятник и мемориальная доска в Симферопольском военном госпитале[202]; 
 — имя Святителя Луки (профессора В. Ф. Войно-Ясенецкого) присвоено Симферопольскому военному госпиталю; 
 — именем Святителя Луки назван сквер
- Тамбов: 
 — памятник архиепископу Луке во 2-й городской больница имени Святителя Луки[203]
 — в областной детской библиотеке открыт музей его памяти[204];
 — народный музей Святителя Луки, в доме, где он жил в период с 1944 по 1946 год (открыт 14.10.2017);
 — памятник Святителю Луке перед этим домом (освящён 11.10.2024)
- село Туруханск Красноярского края: улица Святого Луки Войно-Ясенецкого.
- Передвижной лечебно-консультативный центр ОАО «РЖД» носит имя Луки Войно-Ясенецкого
- Волжский: 
 — бюст на территории больницы № 3. Открыт в 2021 г.
- Курск — бюст на территории Курского Государственного Медицинского Университета. Открыт в 2021 г.

Узбекистан
- Ташкент:
 — памятник открыт 18 марта 2023 года на территории Духовно-административного центра Ташкентской и Узбекистанской епархии[205].

Украина
- Киев: мемориальная доска и аудитория № 3 имени Святого Луки в Национальном медицинском университете имени Богомольца
- село Деньги Золотоношского района Черкасской области: памятный знак в честь святителя Луки Крымского, который в 1908 году работал в местной больнице[206] (27 апреля 2012 года)
- Донецк: имя Святителя Луки Крымского носит Община города, зарегистрирована в 1997 году.
- Харьков: скульптура Луки Крымского установлена в нише здания клиники «Доктор Алекс» по ул. Воробьёва 4.

- Медаль Луки Крымского. Учреждена Указом Президента России 19 июня 2020 года в качестве государственной награды для медработников[207].

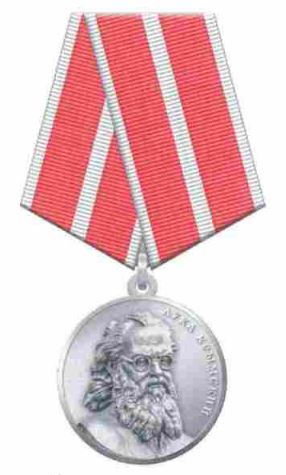
Медаль Луки Крымского

## Труды

### Медицинские
Список медицинских трудов приведён в предисловии к книге святителя Луки «Дух, душа и тело» издания 2010 года. Автором предисловия является Виталий Москаленко, ректор Национального медицинского университета имени Богомольца — alma mater Войно-Ясенецкого.
- Невроматозный элефантиаз лица, плексиформная неврома // Хирургия. — 1908.
- О способах анестезии, наиболее удобных в земской практике // Врачебная газета. — 1908.
- Случай ретроградного ущемления кишечной петли в паховой грыже // Хирургия, 1908.
- Регионарная анестезия при операциях шеи, языка и верхней челюсти // Тр. Моск. хирург. о-ва. — 1909.
- Регионарная анестезия // Тр. Тамбовского физиол. мед. о-ва. — 1909.
- Кровяная саркома ребра // Хирургия, 1910.
- Об оперативном лечении переломов позвоночника // Хирургия. — 1910.
- Отчёт о хирургической работе Романовской земской больницы за 1909—1910 гг.
- О первом остром остеомиелите позвоночника // Хирургия. — 1911.
- Двустороннее повреждение блуждающего нерва // Хирургия. — 1911.
- Zweiter Fall von vorübergehender Erblindung nach Novocain Adrenalininjection in Augenhöhle // Zentralblatt für Chirurgie. — 1911.
- Отчёт о хирургической работе Переяславльской земской больницы. — 1911.
- Leitungsanästhesie des nervus ischiaticus // Zentralblatt für Chirurgie. — 1912.
- Регионарная анестезия седалищного и срединного нервов // Тр. XII съезда русских хирургов. — 1912.
- Отчёт о хирургической работе Переяславльской земской больницы" 1912—1913.
- Отчёт о хирургической работе Переяславльской земской больницы" 1914.
- К казуистике оперативного лечения опухолей мозга // Тр. Киев. хирург. о-ва. — 1914.
- Регионарная анестезия кисти руки // Врачебная газета. — 1915.
- Регионарная анестезия. Докторская диссертация. — СПб., 1915.
- Кариозные процессы в рёберных хрящах и их оперативное лечение // Вестник хирургии. — 1923.
- Über das Unterbindungen der Gefäße bei Exstirpation der Milz // Zeitschrift für Chirurgie. — 1923.
- Артротомии при гнойных воспалениях больших суставов // Вестник хирургии. — 1924.
- Топография паховых и наружных подвздошных лимфатических желёз и техника оперативного удаления их // Туркменский мед. журн. — Т. 1. — № 2.
- Опасности способа Марбурга // Туркменский мед. журн. — Т. 1. — № 7.
- Очерки гнойной хирургии. — 1-е изд. — 1934.
- Наш опыт лечения огнестрельного остеомиелита в госпиталях глубокого тыла. — 1943.
- Очерки гнойной хирургии. — 2-е изд. — 1943.
- Поздние резекции при инфицированных огнестрельных ранениях суставов. — М., 1944.
- Разрез, без которого нельзя вылечить гнойный коксит // Госпитальное дело. — 1944.
- О раневом сепсисе // Сб. тр. Воронежского воен. округа. — 1945.
- О гематогенном остеомиелите. — 1946—1947.
- О лечении хронических эмпием плевры после огнестрельных ранений. — 1947.
- Патогенез и терапия мозолей // Советская медицина. — 1953. — № 1.
- Очерки гнойной хирургии. Архивировано из оригинала 5 марта 2012 года.. — 3-е изд. — 1956.

### Богословские, автобиографические
- Войно-Ясенецкий В. Ф. (Архиепископ Лука). Дух, душа и тело. — Брюссель: издательство «Жизнь с Богом», 1978.
- Войно-Ясенецкий В. Ф. (Архиепископ Лука). Наука и религия. — М.: Бином, 2006.
- Войно-Ясенецкий В. Ф. (Архиепископ Лука). Я полюбил страдание… Автобиография. — М.: издательство Сестричества во имя святителя Игнатия Ставропольского, 2008. — 192 с. (копия)
- Войно-Ясенецкий В. Ф. (Архиепископ Лука). Слушайте писание. Проповеди на евангельские темы (стенограмма). — м.: Образ, 2007. — 192 с.
- «Отчёт о хирургической работе Переяславльской земской больницы» 1911
- Войно-Ясенецкий В. Ф. (Архиепископ Лука). Аудиокниги (mp3 архив) на тексты святителя Луки:Я полюбил страдание; Дух, душа, тело; Проповеди; Великопостные беседы.

## В искусстве

### В кинематографе
- Излечить страх (Лука) (2013), полнометражный художественный фильм о Святителе Луке Крымском. Прокат по России с 30 апреля 2015 года. Прокатное название — «Излечить страх». В ролях: Виталий Безруков, Андрей Саминин, Екатерина Гусева, Александр Яцко, Алексей Шевченков, Владимир Гостюхин. Продюсер Олег Сытник. В основе фильма — воспоминания современников, а также автобиографические произведения Войно-Ясенецкого.

## Комментарии
1. ↑  По данным Георгия Шевченко, до 1929 года двойная фамилия Валентина Феликсовича писалась как Ясенецкий-Войно. По утверждению автора, он сделал это «по сугубо личным мотивам» и не счёл нужным упомянуть в мемуарах
2. ↑  Это усиливалось историей его старшей сестры Ольги, которая увлекалась народническими идеями, и приняв Ходынскую катастрофу близко к сердцу, покончила с собой.
3. ↑  Был создан в 1878 году как Киевская община сестёр милосердия. С 1885 года госпиталь назывался Мариинской больницей.
4. ↑  Только в хирургическом отделении работали два врача, в остальных — по одному.
5. ↑  В самом начале подготовки к постригу епископ Андрей хотел дать Валентину Феликсовичу имя Пантелеимон, в честь святого-целителя. Но позднее, понаблюдав за работой профессора в университете и в клинике, решил дать ему имя Лука в честь евангелиста Луки, по преданию, также врача и художника, который в Библии назван «врач Возлюбленный» (Кол. 4:14)
6. ↑  Милиционер, конвоировавший епископа, говорил, что чувствует себя Малютой Скуратовым, везущим митрополита Филиппа в Отроч монастырь.
7. ↑  Эти письма перехватывались цензурой ОГПУ и прикладывались к уголовному делу; их публикация состоялась только в 2001. Полный текст письма Рыкову приведён в используемой работе Лисичкина на страницах 198—200.
8. ↑  Речь об архимандрите Валентине (Ляхоцком) (1873—?), в миру Василий Фёдорович Ляхоцкий (Ляхотский или Ляходский), настоятеле Белогостицкого монастыря в с. Белогостицкие слободы Ростовского района, осуждённом в Ярославской области 18.01.1929 по 58-10 на 3 года.  Архивная копия от 15 ноября 2021 на Wayback Machine,  Архивная копия от 15 ноября 2021 на Wayback Machine, на процессе архиепископа Луки архимандрит Валентин дал против него показания. Архиепископ Лука на допросе в 1939 году показал: «С архимандритом Валентином (Ляхоцким) я знаком не был и видел его на кладбище во время посещения церковной службы, один-два раза подавал ему милостыню» Архивная копия от 15 ноября 2021 на Wayback Machine. Подтвердить, что о. Валентин (Ляхоцкий) был тайно наречён епископом между 1929 и 1939 годом, не удалось.
9. ↑  Полная хронология дела, возвраты материалов, продление сроков следствия, тексты протоколов, показания епископа и свидетелей см. в используемой работе Лисичкина, с. 271—305.
10. ↑  Борис (Шипулин), Евгений (Кобранов), Михаил Андреев, Иван Середа, Венедикт Багрянский были расстреляны в 1938 году, Валентин (Ляходский) приговорён к 10 годам тюремного заключения

### Медицинская

- Блохина Н. Н., Калягин А. Н. Врачеватель тела, души и духа. (К 120-летию В. Ф. Войно-Ясенецкого) // Сибирский медицинский журнал. — Иркутск. — 1997. — № 1, 2. — С. 53—55.
- Богомолов Б. П., Светухин А. М. Валентин Феликсович Войно-Ясенецкий. К 130-летию со дня рождения // Хирургия. Журнал им. Н. И. Пирогова. — М.: Медиа Сфера, 2007. — № 12. — С. 69. — ISSN 0023-1207.
- Варшавский В. Т., Змойро И. Д. Вопросы урологии в трудах В. Ф. Войно-Ясенецкого // Урология и нефрология. — 1989. — № 5. — С. 66—68.
- Глянцев С. П. Профессор В. Ф. Войно-Ясенецкий (Архиепископ Лука) в ссылке в Северном крае (Архангельск, август 1931 г. — ноябрь 1933 г.) // Анналы хирургии. — М.: Медицина, 1998. — № 3. — С. 77—80. — ISSN 1560-9502.
- Котельников В. П. В. Ф. Войно-Ясенецкий — выдающийся хирург нашего времени // Клиническая медицина. — 1987. — С. 152—155.
- Лизгунов П. О. Святитель Лука (Войно-Ясенецкий) о науке и религии // Innova. — 2019. — № 3 (16). — С. 13-17
- Никитин В. А. Несгибаемый страстотерпец // Слово. — 1990. — № 5. — С. 45—48.
- Поляков В. А. Профессор Валентин Феликсович Войно-Ясенецкий // Ортопедия, травматология и протезирование. — 1990. — № 10. — С. 55—56.
- Сизых Т. П. О двух воинах, защищавших отечество — д.м.н., профессоре Валентине Феликсовиче Войно-Ясенецком и начмеде эвакогоспиталя 15/15 Надежде Алексеевне Бранчевской // Сибирский медицинский журнал. — 2005. — № 3. — С. 98—106.

### Биографии
- Веденеев Д. В., Веденеев В. Д. Врач и архипастырь: деятельность святителя Луки Крымского в контексте истории медицины и церковно-государственных отношений в СССР: историко-медицинский очерк. — К.: УФК, 2015. — 72 с.
- Войно-Ясенецкий, Валентин Феликсович : [арх. 3 января 2023] / Воробьёв Р. И. // Великий князь — Восходящий узел орбиты [Электронный ресурс]. — 2006. — С. 608. — (Большая российская энциклопедия : [в 35 т.] / гл. ред. Ю. С. Осипов ; 2004—2017, т. 5). — ISBN 5-85270-334-6.
- Глущенков В. Святитель Лука — взгляд в будущее. — Полтава: Спасо-Преображенский Мгарский монастырь, 2002. — 224 с. — 40 000 экз. — ISBN 966-302-327-9.
- Кассирский И. А. Воспоминания о профессоре В. Ф. Войно-Ясенецком // Наука и жизнь. — 1989. — № 5. — С. 76—89.
- Кожевников С. В. Красноярский период (1941—1944) жизни и деятельности святителя Луки (хирурга В. Ф. Войно-Ясенецкого) / Науч. консульт. д-р ист. наук, проф. Г. Ф. Быконя. — Красноярск: ООО «Типография КАСС», 2020. — 260 с. — ISBN 978-5-6044192-7-4.
- Лисичкин В. А. Архиепископ Лука в годы Великой Отечественной войны // Материалы церковно-общественной конференции «За други своя: Русская Православная Церковь и Великая Отечественная война», 24 марта 2005 г.. — М.: Издательский совет РПЦ, 2005. — С. 55—70. — ISBN 5-94625-123-6.
- Лисичкин В. Лука, врач возлюбленный. — М.: Издательский Совет Русской Православной Церкви, 2009. — 456 с.
- Лисюнин, В. Ф. Тамбовская Голгофа святителя Луки: по свидетельствам очевидцев : монография / науч. ред., авт. вступ. ст. : Л. Г. Протасов. — Тамбов : Изд. дом ТГУ им. Г. Р. Державина, 2012. — 540 с. : ил.
- Лука, архиепископ, св. // Кругосвет
- Марущак В. Святитель-хирург. Житие архиепископа Войно-Ясенецкого. — М.: Даниловский благовестник, 2010.
- Петров С. Г. Пребывание архиепископа Луки (Войно-Ясенецкого) в Новосибирске (свидетельство очевидца) // Вестник ПСТГУ. Серия 2: История. История Русской Православной Церкви. 2011. — № 3 (40). — С. 117—132.
- Поповский М. Жизнь и житие Войно-Ясенецкого, архиепископа и хирурга. — М.: Данилов мужской монастырь, 2010.
- Солженицын А. И. «Архипелаг ГУЛАГ» (т. 2, ч. 3, гл. 10).
- Лука (Войно-Ясенецкий В. Ф.). Я полюбил страдание: автобиография. — Минск: Белорусская Православная Церковь (Белорусский Экзархат Московского Патриархата), 2013. — 125 с. — ISBN 978-985-511-579-4.
- Ханенко Б. И., Григорьева Л. И. Войно-Ясенецкий Валентин Феликсович // Енисейский энциклопедический словарь / гл. ред. Н. И. Дроздов. — Красноярск: Ассоциация «Русская энциклопедия», 1998. — С. 109—110. — 736 с. — 10 000 экз. — ISBN 5-88329-005-1.
- Шевченко Ю. Л. Приветствует вас святитель Лука, врач возлюбленный. — СПб.: Наука, 2007. — 622 с. — ISBN 5-02-026279-X.
  - Шевченко Г. Л., свящ. Приветствует вас святитель Лука, врач возлюбленный. — 2-е, испр. — СПб.: Наука, 2009. — 632 с. — ISBN 978-5-02-026363-5.
- Крымская епархия под началом святителя Луки (Войно-Ясенецкого): сборник документов / Сост., предисловие: протоиерей Николай Доненко, С. Б. Филимонов. — Симферополь: Н. Орiанда, 2010. — 576 с. — ISBN 978-966-1691-25-3
- Зоитакис А. Г. Феномен почитания святителя Луки Крымского в Греции // Ортодоксия. — 2023. — № 4. — С. 174—191.